# 近鉄特急史
近鉄特急史（きんてつとっきゅうし）では、近畿日本鉄道（近鉄）における優等列車の発達史、およびこれと競合関係にある国有鉄道（国鉄）・JRの、各線・各列車における沿革を取り扱う。
現在の近鉄における特急列車の概要については「近鉄特急」を、近鉄特急のダイヤ変更の詳細については「1987年までの近畿日本鉄道ダイヤ変更」および「1988年からの近畿日本鉄道ダイヤ変更」をそれぞれ参照されたい。

## 沿革

### 近鉄の発足までの優等列車（戦前）

#### 大阪電気軌道創業
- 1914年（大正3年）4月 近鉄の直系の母体となる大阪電気軌道（大軌）が、同社初の路線である上本町駅 - 奈良駅間（現・近鉄奈良線）を開通させる。それ以前、官鉄関西本線が大阪 - 奈良間を70分で結んでいたところ、大軌は生駒トンネルの開削による最短ルートで直結し、55分で結んだ。

#### 参宮急行電鉄
- 1930年（昭和5年）12月20日 近鉄の前身の一つであり、大軌の子会社である参宮急行電鉄（参急）が、桜井駅 - 山田駅（後の伊勢市駅）間を仮開業させる（現、近鉄大阪線・山田線）。既に開業していた大軌桜井線（上本町駅 - 桜井駅間。現・近鉄大阪線の一部）と直通して、大阪 - 伊勢間130km超の長大電車路線が完成し、全区間を「日本一の電車」と称えられることになる2200系電車を用いた急行電車が2時間45分で走破した。

官鉄の後身である鉄道省（省線）の関西本線・参宮線を利用した場合、比較対象区間となる湊町駅（現、JR難波駅） - 山田駅間では普通列車が5時間、準急列車が3時間30分を要していた。参急線の開業に合わせてこちらもスピードアップしたが、それでも3時間程度が限界であった（後述）。
- 1931年（昭和6年）3月17日 伊勢側の参急独自ターミナルとなる宇治山田駅が開業し、参急線が全通した。
- 1932年（昭和7年）1月1日 大軌・参急線に初の「特急電車」が登場、上本町駅 - 宇治山田駅間を2時間1分で結んだ。特急電車には「五十鈴」（いすず）という列車愛称が付けられた。なおこの当時の特急は特急料金などといったものは徴収せず、他の列車と同じ様に乗車券のみで乗車できる、現在の阪急電鉄・阪神電気鉄道などのそれと同じ性格のものであった。
- 1932年（昭和7年）3月 参急、本線途中の参急中川駅（後の伊勢中川駅）から分岐して、津駅に至る津支線を全通させる。大軌・参急が名古屋方面へ進出していく第一歩であった。
- 1933年（昭和8年）10月 同年4月に省線の城東線（現在の大阪環状線）が、大軌線の交点に鶴橋駅を設置したのを受け、この時より同駅は特急停車駅になる。またこの時の改正で、上本町駅 - 津駅間に中川駅まで宇治山田駅行きの特急に併結される形で、1往復の特急が新設された。
- 1937年（昭和12年）
  - 5月24日 東京 - ロンドン間記録飛行に成功した朝日新聞社の飛行機神風号乗員が帰国し、彼らが伊勢神宮へ参拝するため、上本町駅 - 宇治山田駅間に臨時特急「神風」号が運転された。上本町発22時、宇治山田着0時1分であった。
  - 5月25日 当時4往復運転されていた上本町駅 - 宇治山田駅間運転の特急のうち、3往復の愛称を「神風」と改め、「五十鈴」は津駅行きの列車を併結した1往復のみの愛称となる。

#### 伊勢電気鉄道
参急の開通と同じ1930年（昭和5年）12月には、のち近鉄名古屋線の一部となる伊勢電気鉄道（伊勢電）も、桑名駅 - 大神宮前駅（伊勢神宮外宮付近に造ったターミナル駅）間約83kmを全通させた。
1897年（明治30年）11月に前述の山田駅まで開通していた鉄道省参宮線とあわせ、伊勢へ向かう鉄道は津 - 伊勢間で三つの企業体の路線が競合する状態となった。なお伊勢電が参急に合併された後、1942年（昭和17年）と1961年（昭和36年）の2段階にわけて旧伊勢電線の競合区間は廃止された。
- 1935年（昭和10年）12月 伊勢電は桑名駅 - 大神宮前駅間に高出力車のモハニ231形・クハ471形を用いた特急「はつひ（初日）」・「かみち（神路）」の運転を開始し、同区間を1時間25分で結んだ。
- 1936年（昭和11年）9月 伊勢電、経営不振のため参急に合併され、本線は参急名古屋伊勢本線となる。特急は継続運行。

#### 関西急行電鉄
- 1938年（昭和13年）6月 参急の子会社の関西急行電鉄（関急電）が、桑名駅 - 関急名古屋駅（後の近鉄名古屋駅）間を開通させる。これによって、大軌・参急・関急電の各社の路線の連絡による名古屋 - 大阪へのルートが完成、江戸橋駅で乗り継ぐことによって名古屋 - 大阪間は省線（東海道本線）の急行列車より速い3時間15分で結ばれた（旧伊勢電の路線は線路の軌間が国鉄と同じ1,067mm（狭軌）、旧大軌・参急の路線は1,435mm（標準軌）であったため、直通運転は不可能であった）。また名古屋駅 - 大神宮前駅間にも、これに伴って新造された1型電車を用いた、全線を2時間弱で運行する特急が設定された。

### 戦時体制と近畿日本鉄道発足
- 1938年（昭和13年）12月 大軌・参急・関急電の路線から「特急」の名称が消滅、すべて急行電車に統合された。だが速度低下などは行われず、むしろ速度の向上・列車の増発などサービスアップが図られている。また同月、大阪 - 名古屋間の連絡列車の乗換え駅が、江戸橋駅 - 中川駅間を標準軌から狭軌に改軌したことにより、江戸橋駅から中川駅に変更となった。この時参急中川駅での急行電車の乗り継ぎによる、関急名古屋駅 - 上本町駅間の所要時間は省線（関西本線）の準急列車とほぼ同等の3時間1分にまで短縮し、戦前の最速記録となった。
- 1940年（昭和15年）1月 関急電が参急に吸収合併される。

「皇紀2600年」にあたるこの年には、大軌・参急の沿線に存在した熱田神宮・伊勢神宮・橿原神宮などへの参拝客が急増、両者とも急行電車を各路線で増発するなどして対応した。また現在の近鉄南大阪線を当時運営していた大阪鉄道（大鉄）は、橿原神宮を沿線に持っていたため、この時期に特急電車を運転していた。
- 1941年（昭和16年）3月 大軌と参急が合併、関西急行鉄道（関急）となる。
- 1943年（昭和18年）2月 関急、大鉄を合併。
- 1944年（昭和19年）
  - 6月 関急と南海鉄道（現在の南海電気鉄道、阪堺電気軌道）が合併、近畿日本鉄道（近鉄）が発足した。
  - 10月 戦況の悪化により、急行・準急電車も全廃。

### 有料特急の運転開始と愛称
- 1946年（昭和21年）3月 急行・準急電車の運転を再開。

- 1947年（昭和22年）
  - 6月 近鉄、旧南海鉄道の路線を南海電気鉄道へ譲渡する形で分離する。
  - 10月8日 大阪線の上本町駅 - 伊勢中川駅間と、名古屋線の伊勢中川駅 - 近畿日本名古屋駅（後に近鉄名古屋駅に改称）間に、伊勢中川駅で乗換える形で名阪直通の特急を運転開始。国鉄・私鉄を通じ戦後初の特急復活であった。またこの列車は特急料金を徴収して座席定員制を採用（現在のホームライナーの方式に近い）し、新聞広告に「すわれる特急」と大きく掲載して、当時としては極めて珍しい「確実に座って行ける電車」であることをアピールした。

東武鉄道の日光特急（1948年8月）、小田急電鉄の小田原特急（1948年10月）、日本国有鉄道（国鉄）の特急「へいわ」（1949年9月）にさきがけ、戦後の日本初の有料特急列車となった。
当時は各社とも戦災で車両が荒廃し、窓ガラスもろくに入っていない劣悪な車両の中で、比較的状態が悪くなかった車両をやり繰りして運行している状態であり、また車両不足ゆえ、どの列車も非常に混雑し、座席以前に列車に乗ること自体が難事だった。この状況下で「すわれる特急」というキャッチコピーの効果は非常に大きかったが、まだ全線の所要時間は4時間以上を要し、車内設備も不十分であった。さらに、車両・設備の荒廃や列車運行の混乱に改善のめどが立たない中で特急を運行したことに対し、当時のGHQ/SCAPから「在来列車の整備を先行させよ」と強いクレームがつき、近鉄はこの列車の特急料金を名目上「座席指定料金」とせざるを得なかった。社内外でも同様の反対論は多かったが、この列車の運転は、敗戦によって意気消沈していた沿線の人々や近鉄の社員に希望を与えたともいわれている。なお、大阪線特急は他社に先駆けて最高速度110km/hの運輸省認可を得ている。
  - 12月 特急のうち、上本町駅 - 伊勢中川駅間運転の列車に「すゞか」（翌年12月に「すずか」と改める）、伊勢中川駅 - 名古屋駅間運転の列車に「かつらぎ」と命名。
- 1948年（昭和23年）
  - 1月 「すゞか」、臨時で宇治山田駅まで延長運転する。
  - 7月18日 「すゞか」、上本町駅 - 宇治山田駅間を定期運転とし、「かつらぎ」とは伊勢中川駅で大阪方面・伊勢方面の両列車とも同時接続するダイヤとした。上本町駅 - 宇治山田駅間の所要時間は2時間40分であった。特急列車において車内販売を開始。
- 1949年（昭和24年）
  - 6月25日 特急列車において座席定員制から座席指定制に変更。
  - 8月 上本町駅 - 名古屋駅（名阪）間の所要時間を3時間25分、上本町駅 - 宇治山田駅（阪伊）間のそれを2時間30分に短縮する。
- 1950年（昭和25年）9月 名阪間を3時間5分、阪伊間を2時間9分に所要時間を短縮。
- 1951年（昭和26年）
  - 1月 南大阪線の大阪阿部野橋駅 - 橿原神宮駅駅（「駅駅」が正称、現在の橿原神宮前駅）間に、料金不要の臨時特急「かしはら」を運転。同年の桜シーズンには南大阪線と吉野線の大阪阿部野橋駅 - 吉野駅間に臨時特急「さくら」も運転された。
  - 11月1日 特急列車においておしぼりサービス開始。
- 1952年（昭和27年）3月 上本町駅 - 宇治山田駅間の特急を5往復、伊勢中川駅 - 名古屋駅間の特急を4往復とする。午前に上本町・名古屋の駅を発車するものはそれぞれ「すずか」・「かつらぎ」とし、午後に発車するものにそれぞれ新しく「あつた」・「なにわ」と命名。名古屋線の列車と接続しない上本町駅 - 宇治山田駅間1往復の列車は「いすず」と名づけられた。また名阪間の所要時間を2時間55分、阪伊間の所要時間を2時間1分とし、名阪間の所要時間は戦前の水準をついに上回った。
- 1953年（昭和28年）4月 「いすず」の名称を廃止、上本町駅 - 宇治山田駅間、伊勢中川駅 - 名古屋駅間の特急はいずれも6往復となる。また、神宮式年遷宮に備えた特急用の新車として2250系・6421系投入。
- 1955年（昭和30年）1月 上本町駅 - 宇治山田駅・伊勢中川駅 - 名古屋駅間の特急をいずれも7往復とする。新たに「おわり」・「あすか」（上本町発は「おわり」、名古屋発は「あすか」で各3本）の愛称が登場。

なお上本町駅発の最終特急は「おわり」とされたが、これは「尾張」（名古屋）と「終わり」（最終）を掛けたものだとも言われている。
- 1956年（昭和31年）12月8日 上本町駅 - 布施駅間で、大阪線の電車と奈良線の電車を分離する形の複々線化が完成。

同月21日より、前年に奈良線に投入された新車の800系電車を使用し、上本町駅 - 奈良駅間で料金不要の特急が運行を開始した。
それまでの上本町駅 - 布施駅間は大阪線と奈良線とが線路を併用しており、前身の大阪電気軌道開通以来の直流600V電化であった同区間内では、直流1,500V電化対応の大阪線車両は速度、加速性能とも大幅に制約されていた。最高速度は約50km/hが限度であり、加速力不足を補うために大阪線の普通電車は鶴橋駅 - 布施駅間の中間駅である今里を通過させていた。また戦後復興に伴う乗客の急増によって線路容量が限界に達しており、輸送力増強とスピードアップの目的から複々線化が行われたのである。
また、名古屋線の四日市駅 - 川原町駅間に存在した善光寺カーブと呼ばれた半径100mの急カーブを、線形の大改修とそれに伴う四日市駅の移転（国鉄四日市駅から現在の近鉄四日市駅へ）によって解消し（この年9月完成）、名阪間特急の所要時間は2時間35分、阪伊間の所要時間は1時間54分となった。
この時点での停車駅は上本町駅 - 宇治山田駅間は鶴橋駅（上本町行のみ）・伊勢中川駅・山田駅（宇治山田行のみ、現在の伊勢市駅）、伊勢中川駅 - 名古屋駅間はノンストップであった。
- 1957年（昭和32年）
  - 6月21日 大阪線・名古屋線の特急車内に冷房装置を設置[1]。
  - 10月1日 大阪線の特急車内に公衆電話が設置され、上本町駅 - 伊勢中川駅間でサービスを開始（1975年廃止）。
  - 12月25日 特急車内にシートラジオを設置（1966年廃止）。
- 1958年（昭和33年）7月11日 （初代）「ビスタカー」と称された、10000系電車が特急で営業運転を開始。
- 1959年（昭和34年）8月 南大阪線の大阪阿部野橋駅 - 吉野駅間を結ぶ、快速「かもしか」が登場。旧伊勢電モハニ231形を大改装したモ5820形4両が専用形式として充当された。

### 名阪直通運転開始から新幹線開通まで
- 1959年（昭和34年）

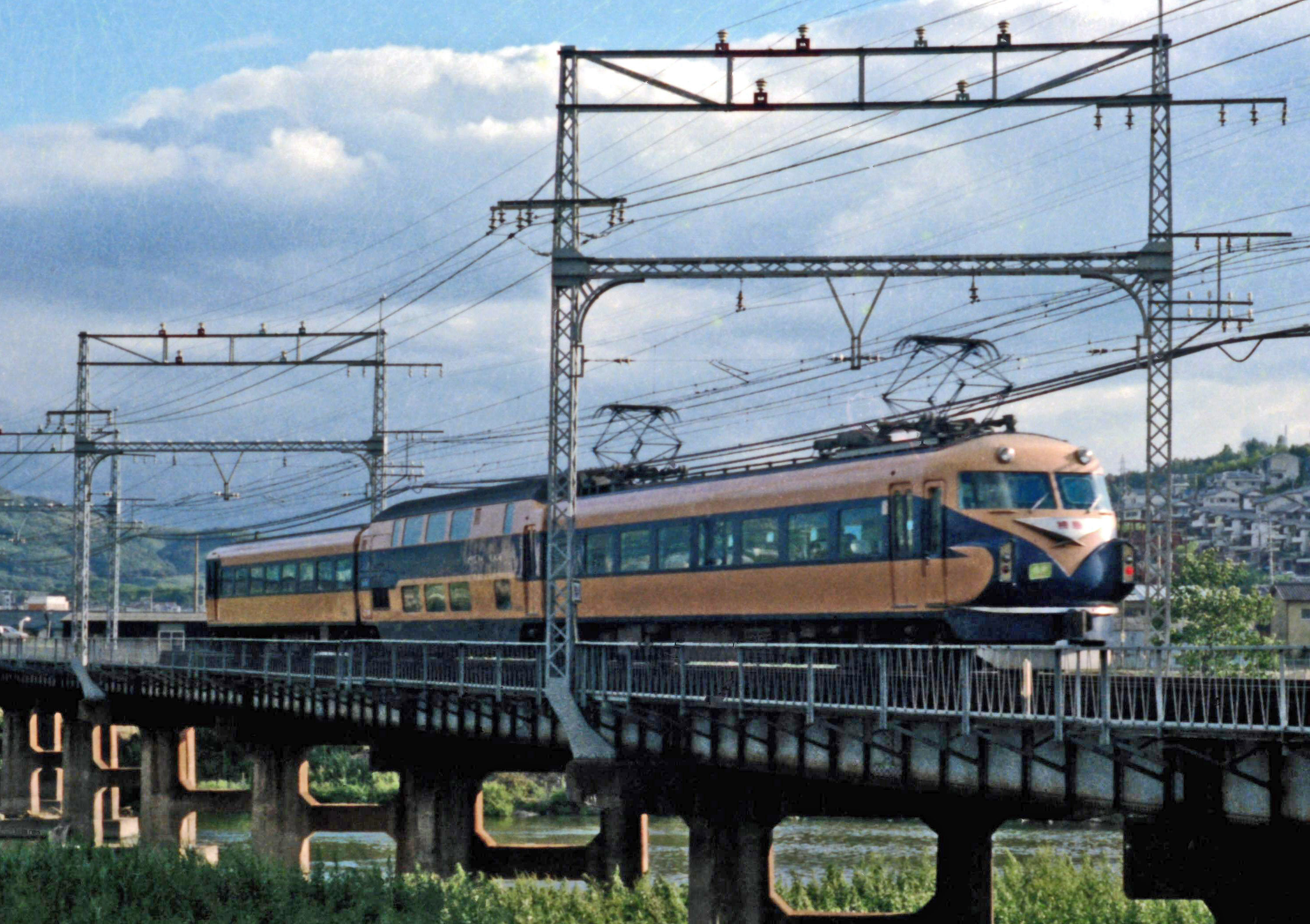
10100系「ビスタカー」

  - 9月26日 「伊勢湾台風」が中部・東海地方を直撃し、名古屋線の愛知県内路線はほぼ全線に渡り流出・浸水・車両水没等の被害を受け、特に桑名駅 - 近畿日本蟹江駅間は約2か月間水没したままの状態となった。

もともと、名古屋線は名阪間直通に向けて軌間を1,067mmから1,435mmに広軌化することが決まっており、1960年（昭和35年）2月完成を目標として同年1月より工事を開始する予定だったが、複線架け替え工事を行なっていた木曽川橋梁、揖斐・長良川橋梁の被害がほぼゼロだったこともあって（木曾川橋梁の竣工日は伊勢湾台風襲来日の9月26日の午前中であった）、当時の佐伯勇社長の指示でこれを前倒しし、復旧工事に続いて改軌工事を実施することになり、同年11月27日に完成。これにより、名古屋 - 大阪・伊勢間の直通運転が可能となった。
  - 12月12日 近畿日本名古屋駅 - 上本町駅間直通特急（「名阪特急」）を運転開始（伊勢中川駅でスイッチバック運転）。同時に同列車で、（2代目）「ビスタカー」と称される10100系電車の営業運転が開始された。名阪間の所要時間は近畿日本名古屋行が2時間27分、上本町行が2時間30分に短縮。
- 1960年（昭和35年）
  - 1月20日 名阪特急が安定運行に入ったのを受け、ダイヤが白紙変更される。名阪間無停車の特急（ノンストップ特急と呼ばれた。しかしながら、伊勢中川駅では方向転換のため運転停車した）を9往復設定。また同時に名阪間に1往復、阪伊間に5往復、そして新たに設定された系統である近畿日本名古屋駅 - 宇治山田駅（名伊）間に5往復の、主要駅に停車する「準特急」を設定（停車駅は鶴橋駅・大和八木駅・伊勢中川駅・津駅・近畿日本四日市駅・桑名駅・松阪駅・伊勢市駅（宇治山田行のみ））。これを受け、「かつらぎ」・「おわり」などの列車愛称を廃止[注釈 1]。
  - 2月 「かもしか」、不定期の有料特急に格上げ。
  - 3月26日 専用機による特急座席予約システム使用開始。この時は（オンライン）端末機に発券機能は無く、確保できた座席の号車番号を表示するだけであった。窓口の係員が表示された番号を特急券に転記していた。
  - 6月15日 準特急と特急とに分かれていた列車種別を「特急」に統一[2]。それ以来、近鉄の特急列車には派生種別を設定していないが、内部では「準特急」の名称を「乙特急」と呼ばれるようになり、同時に「ノンストップ特急」は「甲特急」と呼ばれるようになる。
- 1961年（昭和36年）
  - 3月29日 伊勢中川駅の大阪方、名古屋方各々約500m地点で分岐して大阪線 - 名古屋線間をスイッチバック（折り返し）なしで直通できる短絡線を設置。名阪甲特急は同線を通過するようになった。
  - 4月25日 大阪環状線開業にあわせ、全特急列車を鶴橋駅に停車[3]。
  - 9月21日 この年10月に行われる国鉄の白紙ダイヤ改正（サンロクトオ）を前にして、それへの対策とでもいうべく、近鉄でもダイヤ改正がその10日前に行われた。名阪甲特急は名阪間の所要時間を2時間18分とし、国鉄のダイヤ改正後の準急列車・急行列車の水準を引き離し、特急列車「こだま」号や「つばめ」・「はと」号などの同区間の所要時間、2時間14分にあと一歩と迫った。名阪甲特急は一部時間帯を除き1時間間隔となる。また、特急「かもしか」は再び料金不要の快速列車に格下げ[注釈 2]となった（この時点での停車駅は橿原神宮駅・壺阪山駅・吉野口駅・下市口駅・大和上市駅・吉野神宮駅）。
- 1963年（昭和38年）
  - 3月21日 ダイヤ変更より名阪乙特急も中川短絡線を使用することになった（これ以降、特急車両の方向の定位は従来の山田線基準から名古屋線基準に変更された）。
  - 9月21日 この日3年ぶりの白紙改正を実施。大阪線の複線化の進捗に伴い、名阪間の甲特急の所要時間を2時間13分（鶴橋駅 - 名古屋駅間では2時間10分）とし、ついに国鉄の特急列車の水準も追い越した。また、2往復増発され、完全1時間間隔運転が実施された。

この年の名阪間輸送の占有率は近鉄:国鉄が7:3となり、近鉄の独擅場となった。
  - 10月1日 現在の近鉄京都線の前身である奈良電気鉄道（奈良電）が近鉄に合併される。

奈良電は1928年（昭和3年）11月に京都駅 - 大和西大寺駅間全線を開通させたあと、1954年（昭和29年）10月から近鉄線に乗り入れて京都駅 - 近畿日本奈良駅（現、近鉄奈良駅）間を結ぶ料金不要の「特急」の運転を開始し、この年1月からは京都駅 - 橿原神宮駅駅間を結ぶ「特急」の運転も開始していた（奈良電気鉄道#特急電車も参照のこと）。これら特急の運転は近鉄に引き継がれた[2]。

### 東海道新幹線の開通と特急の転機

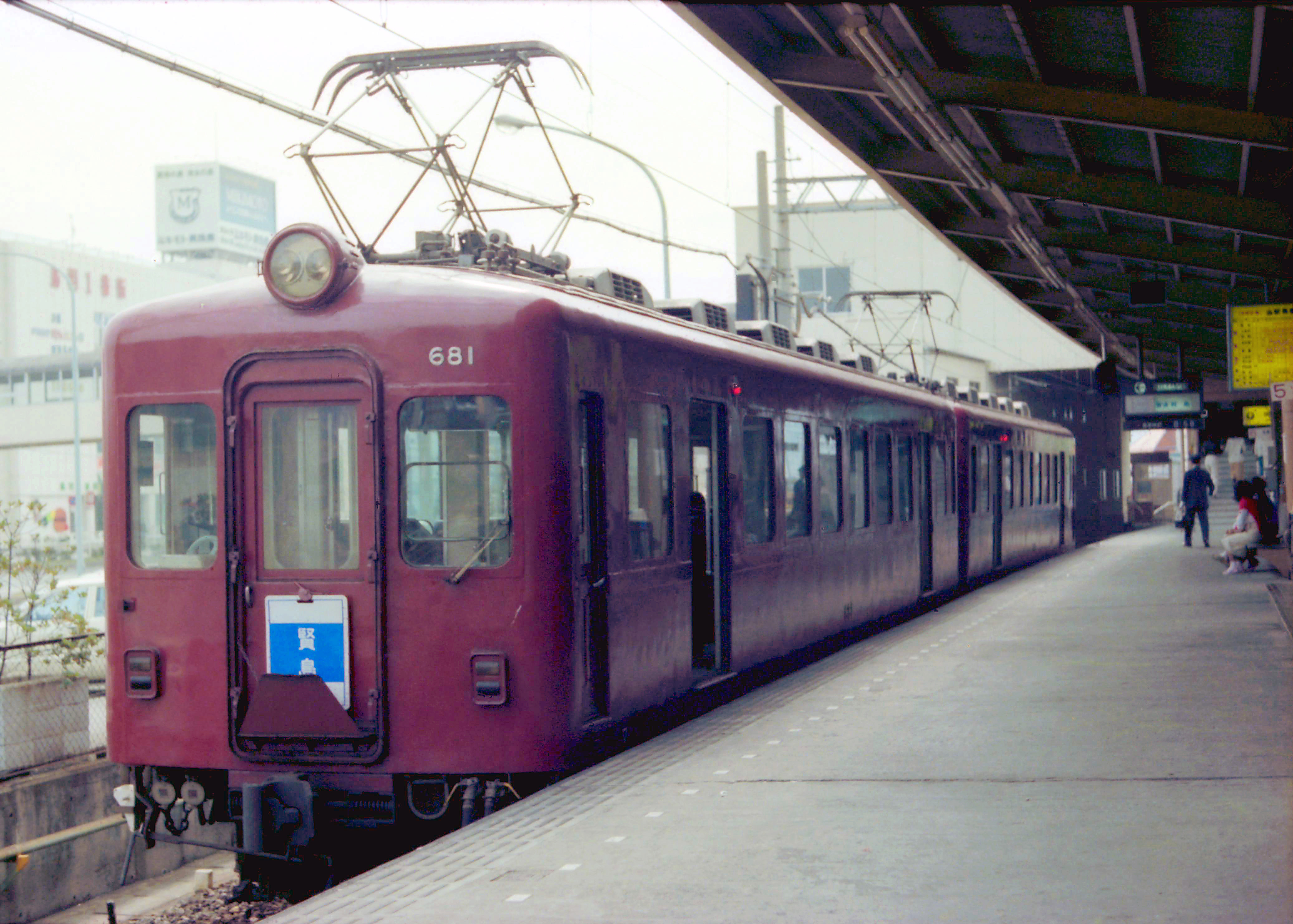
京橿特急に使用された680系（写真は格下げ後）

- 1964年（昭和39年）
  - 10月1日 東海道新幹線が開通。

「ひかり」が名阪間を1時間31分（翌年11月、1時間8分に短縮）で走行し始めると、名阪甲特急は速度では勝負にならず、以後急速に衰退していく。その一方、新幹線の開通により東京 - 名古屋 - 京都 - 大阪の所要時間が大幅に短縮されたので、近鉄はそれら各地の駅から新幹線に接続して、伊勢志摩、奈良、吉野といった、沿線に存在する観光地への観光客輸送を図るようになり、近鉄の特急が各線に設定され種類が増加するきっかけともなった。
早速、1964年東京オリンピックで日本を訪れた外国人観光客などを奈良県内の観光地に誘致する目的もあり、新幹線開通と同時に京都線・橿原線の京都駅 - 橿原神宮駅間を結ぶ、それまでの料金不要の特急を有料特急とした、「京橿特急」（京都特急）が6往復設定された。車両は旧奈良電のそれを改造したものを使用した。また、橿原線と大阪線の交差する大和八木駅では「阪伊乙特急」と接続し、京都から伊勢志摩方面への利便も図られた。しかしながらまだこの時点では、後述する国鉄の準急列車「鳥羽」の方が乗換える手間が無かったため、京都から伊勢志摩へ行くのには広く使われていた。
  - 12月1日 京都駅 - 奈良駅間に5往復の有料特急である、「京奈特急」が登場。
- 1965年（昭和40年）
  - 3月18日 南大阪線・吉野線の大阪阿部野橋駅 - 吉野駅間を結ぶ、有料の「吉野特急」が6往復設定される。この時、快速「かもしか」は廃止された。停車駅は橿原神宮駅駅・下市口駅・大和上市駅・吉野神宮駅。一部の「名阪乙特急」・「阪伊乙特急」が名張駅または榊原温泉口駅（同日、佐田駅より改称）に停車開始。また、吉野特急と接続する京橿特急についても、橿原神宮前駅で吉野特急との間で乗り継ぎが可能となるようダイヤが修正され、京奈特急が1往復増発となった。

この関係で京橿・京奈特急に充当される特急車が不足し、予備特急車である非冷房の683系が定期運用に充当されただけでなく、「予備特急車の予備」として旧奈良電由来のセミクロスシート車であるモ670形2両までもが動員される有様となり、有料特急としてのサービスに深刻な格差が生じる結果となった。このため、旧型車の機器流用ではあったが18000系として、ようやく京橿・京奈特急専用の正規特急車が新造された。
  - 7月15日 上本町駅 - 湯ノ山駅（後の湯の山温泉駅）間に2往復、名古屋駅 - 湯ノ山駅間に2往復の「湯の山特急」が新設される。湯の山温泉・御在所岳等観光地の多い湯の山へ客を誘致するのが目的で、近鉄湯の山線が軌間762mm（狭軌・ナローゲージ・軽便鉄道）から、一気に他の路線と同じ1,435mmの標準軌へ1964年（昭和39年）3月に改軌されたのを受け、運行を開始した。3往復あった「名阪乙特急」は、2往復が「湯の山特急」、1往復が「阪伊乙特急」及び「名伊乙特急」に立て替えられ、「湯の山特急」は榊原温泉口駅にも停車した。これにより「名阪乙特急」が一旦消滅（1967年5月まで）。
  - 10月1日 「名伊甲特急」新設（宇治山田行のみ伊勢市駅停車）[注釈 3]。

- 1966年（昭和41年）

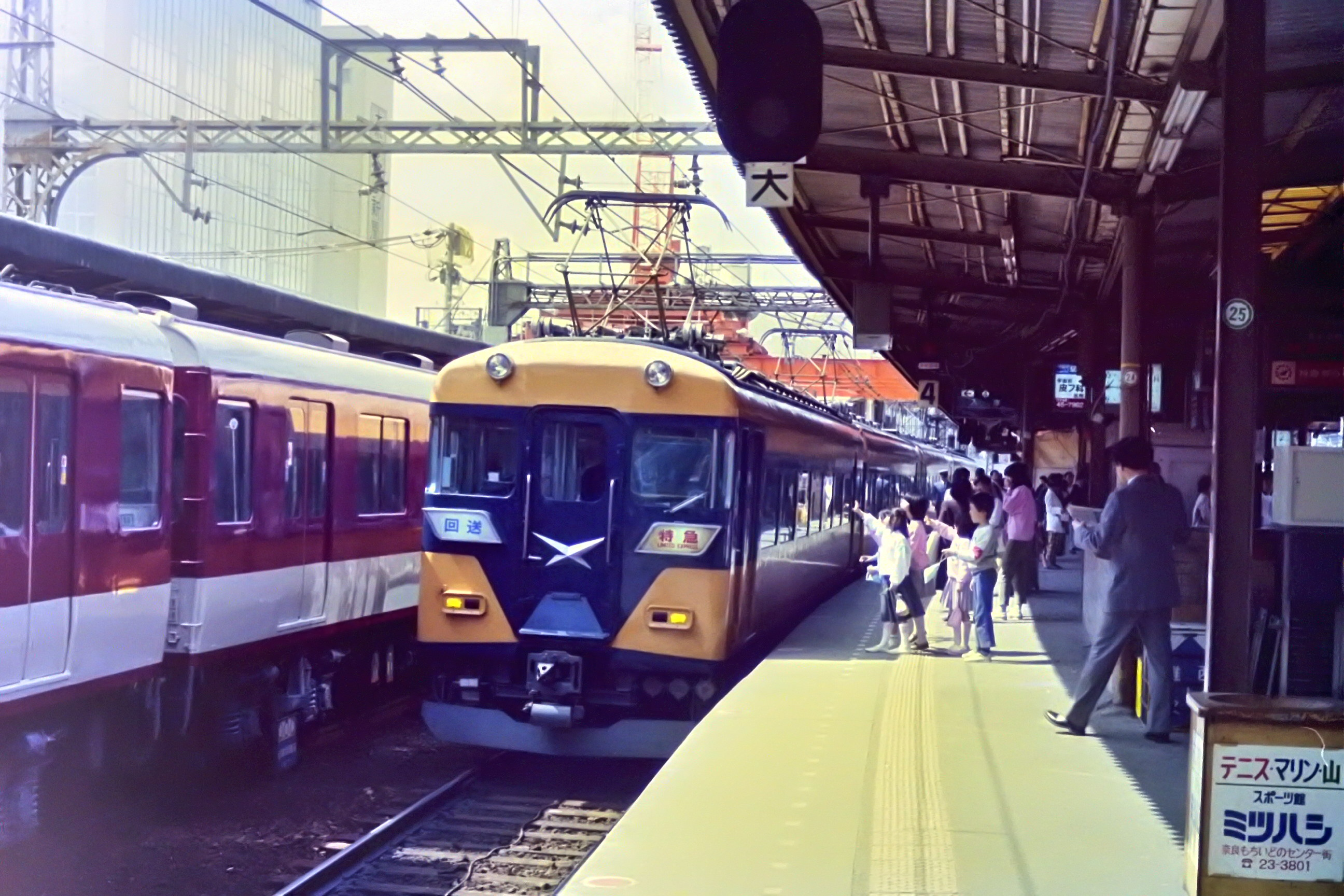
18200系

  - 1月20日 特急料金制度を三角表示方式より現在の対キロ制に制度変更。同時に乗り継ぎ料金制度が導入され、同一駅で30分以内での特急から別の特急への乗継ぎであれば通し料金で計算するようになった。
  - 12月20日 京都駅 - 宇治山田駅間に2往復の「京伊特急」 を新設。京都から伊勢まで近鉄でも直通できるようになった。当時京都線・橿原線は直流600V、大阪線・山田線は直流1,500Vと架線電圧と車両限界（京都線、橿原線は当時大型車入線不可能）が異なっていたため、複数の電圧区間を直通できる車両（複電圧車）である、18200系電車が投入された。なおこの時は橿原線 - 大阪線間を結ぶ大和八木駅付近の連絡線配置の都合上、京都方面から来た列車は「 - （橿原線）八木駅 - 八木西口駅（運転停車・折り返し） - 八木駅構内（折り返し） - （大阪線）八木駅 - 」と、2回も折り返し（スイッチバック）を行って伊勢方面に向かっていた（京都方面はその逆）。停車駅は大和西大寺駅・大和八木駅・伊勢中川駅・松阪駅・伊勢市駅（宇治山田行のみ）。
- 1967年（昭和42年）
  - 6月1日 夜間の「名阪甲特急」を「名阪乙特急」に変更し、復活。この頃10100系第3編成を使用して営業列車で「テレビカー」の試験を実施する（本採用には至らず）。
  - 12月20日 橿原線の新ノ口駅 - 大阪線の大和八木駅間に短絡線が新設され、「京伊特急」は同線を経由するようになり、スイッチバックは解消された。また「スナックカー」と呼ばれることになる、「スナック（軽食）コーナー」を設けた12000系電車が登場し、不振の続く「名阪甲特急」などに投入され、ビスタカーの10100系にも一部にスナックコーナーを設置した（この時名阪間の国鉄:近鉄のシェアは、8：2程度（正確には19%）にまで落ち込んでいた）。また「湯の山特急」は上本町駅 - 近畿日本四日市駅および近畿日本四日市駅 - 近畿日本名古屋駅間で「名阪乙特急」と、「京伊特急」は大和八木駅以降伊勢方面で「阪伊乙特急」と併結になった。「阪伊甲特急」を週末に運転（停車駅は鶴橋駅・伊勢市駅）[注釈 3]。「阪伊乙特急」が伊賀神戸駅に、「名伊乙特急」が白子駅に、それぞれ一部列車が停車開始。宇治山田行のみ停車で降車専用だった伊勢市駅に、宇治山田発も停車開始。

この「スナックカー」以降、近鉄特急車では従来の回転式クロスシートや転換式クロスシートに代えて、偏心回転式リクライニングシートが標準となり、接客設備のグレードアップが実現した。

### 大阪万博と難波線・鳥羽線の開通

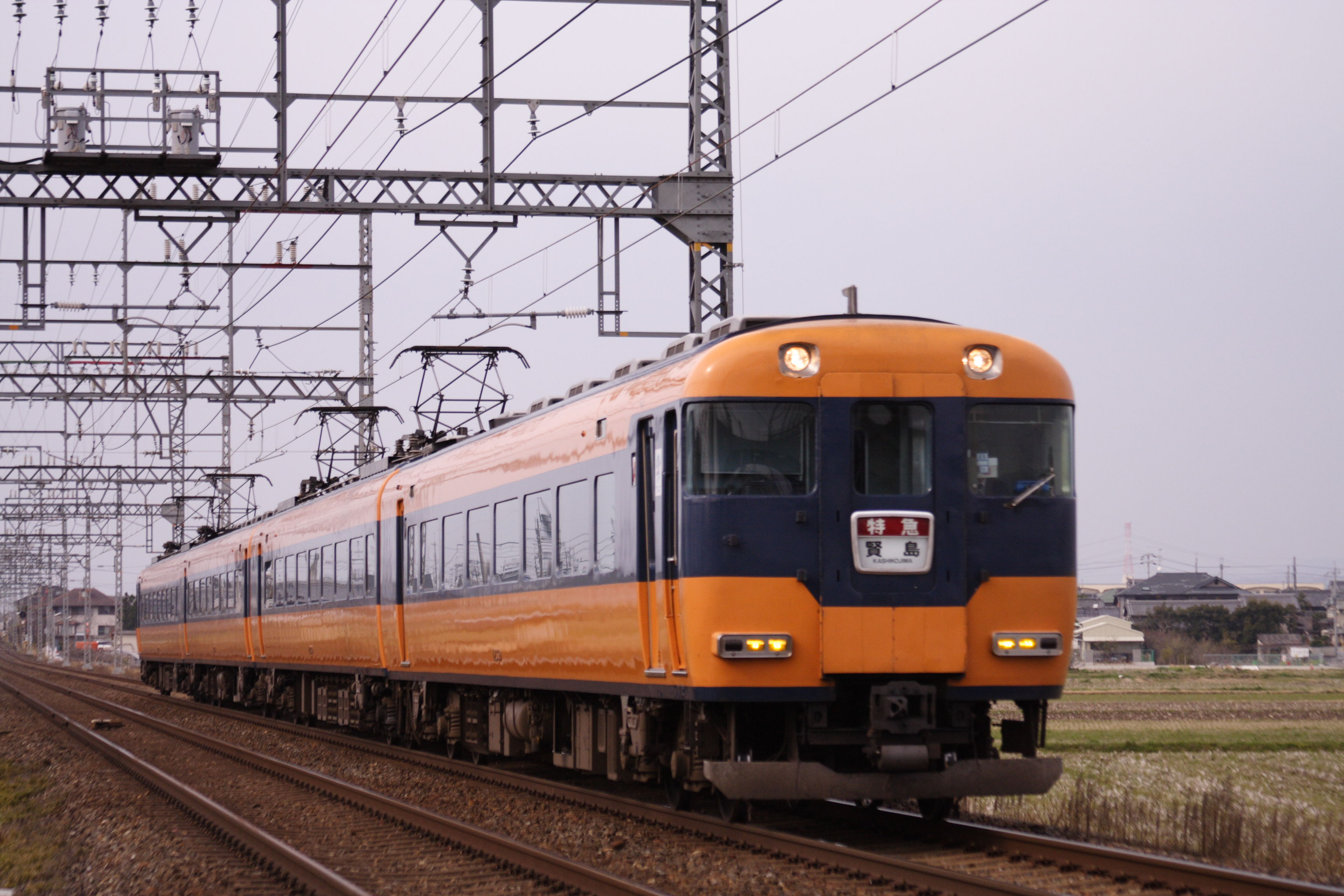
12200系「スナックカー」

- 1970年（昭和45年）
この年の3月15日から9月13日にかけて、大阪府吹田市で日本万国博覧会（大阪万博・EXPO'70）が開催され、近鉄は万博来場者を奈良・吉野・伊勢志摩といった観光地に誘致すべく、万博の前年辺りから新車の導入・新線の開通・架線電圧の昇圧・特急の増発といったさまざまな積極策を見せるようになった。それらを順に示すと下記のようになる。

- 1969年（昭和44年）
  - 9月21日 奈良線・京都線・橿原線の架線電圧を、従来の直流600Vから大阪線などと同じ直流1,500Vに昇圧する。ただし、橿原線の軌道中心間隔・車両限界・建築限界拡大工事については、この時点で既に工事用地内での遺跡発掘調査が長引いたことから万博開催に間に合わないことが明確となっていた（工事完成は1973年9月20日）。そのため近鉄は大阪・名古屋線向けに「スナックカー」の量産車である12200系の増備を進める一方で、これらを入線させることができない京都・橿原線用特急車として、12200系に準じた接客設備を備えつつ車体幅を縮小した「ミニスナックカー」こと18400系を投入することを強いられた。
  - 12月9日 奈良線の油阪駅（同時に廃止。代替に新大宮駅を設置） - 奈良駅間に大軌が開業させた時から存在していた、併用軌道区間を解消して奈良駅を地下駅化。大幅なスピードアップと以降の編成増強に貢献した。
  - 12月15日 近鉄鳥羽線の宇治山田駅 - 五十鈴川駅間が開業。同改正で上本町 - 五十鈴川間で特急の8両編成運転を開始。宇治山田発着の特急の一部を五十鈴川まで延長。
- 1970年（昭和45年）
  - 3月1日 鳥羽線が全線開通、また同時に近鉄志摩線が1,067mm（狭軌）から他の近鉄線と同じ1,435mm（標準軌）に改軌された。暫定ダイヤでの開業であるが、上本町駅・京都駅・近鉄奈良駅（新設された「奈伊特急」）・近鉄名古屋駅より賢島駅への特急運転が開始された[4]。

志摩線は、鉄道省参宮線が1911年（明治44年）7月に鳥羽駅まで延長された後、鳥羽から先の志摩半島への貨客輸送を図るべく、「志摩電気鉄道」（志摩電）という会社が1929年（昭和4年）7月に、鳥羽駅 - 賢島駅間の貨客線と賢島駅 - 真珠港駅（改軌と同時に廃止された、賢島駅から300mほどの位置にあった貨物駅）間の貨物線を開業させていた。鉄道省 - 国鉄の参宮線との間で貨物の提携輸送を行うため、線路の幅はそれと同じ1,067mm（狭軌）であった。志摩電は1940年（昭和15年）に参急の傘下に入り、1944年（昭和19年）には三重県内の中小私鉄統合で三重交通の路線となった。1964年（昭和39年）には三重電気鉄道の路線に分社化されたが、1965年（昭和40年）4月に近鉄に合併し同社の志摩線となった。鳥羽線が開通するまでは他の近鉄の路線と接続しない「孤立路線」であった。
近鉄は、伊勢志摩への観光開発を進めるにあたり、当時の近鉄線の終点であった宇治山田駅の1番線ホームをバスが横付けして停車できるよう改造し、1961年（昭和36年）4月から近鉄特急の到着に合わせて、三重交通と近鉄が共同出資した三重急行の賢島行きの特急バスが接続するといったようなことも行った。しかしそれでも国鉄参宮線との競争に打ち勝つためには、近鉄は鳥羽・賢島方面への特急の直通運転が必要であると考え、1968年（昭和43年）5月に鳥羽線の工事が着工された。また、志摩線は改軌のため1969年（昭和44年）12月から運休・バス代行輸送となっていた。
  - 3月15日 近鉄難波線が全通し、近鉄は大阪の南の繁華街である難波にできた近鉄難波駅まで乗り入れた（これにより上本町駅 - 難波駅は移動時間に30分かかっていたものが近鉄利用でわずか3分に）。

難波への乗り入れは大軌の創業時から考えられてきたが、当時の大阪市は「市域の交通は大阪市が一括して運営する」という通称「市営モンロー主義」をとっていたため、なかなか進まないでいた。
  - 3月21日 前述した、難波線・鳥羽線の開業と志摩線の改軌に伴ってダイヤが改正され、「名阪甲特急」の全部と「名阪乙特急」・「阪伊甲特急」・「阪伊乙特急」の一部が難波駅に乗り入れるようになった。この時、「阪伊甲特急」と「名伊甲特急」には「パールズ」（真珠）という愛称が付けられ、「かつらぎ」・「おわり」などのなき後約10年ぶりに列車愛称が復活した[注釈 4]。同時にメインフレーム （汎用コンピュータ） による特急座席予約システムの稼動を開始する（10000系使用列車を除く）。この時に使用開始した（オンライン）端末から発券機能が備えつけられた。なお「吉野特急」の一部が高田市駅に停車開始。「阪伊甲特急」・「名伊甲特急」は伊勢市駅通過となる。

### 万博以後と特急網の完成
- 1971年（昭和46年）

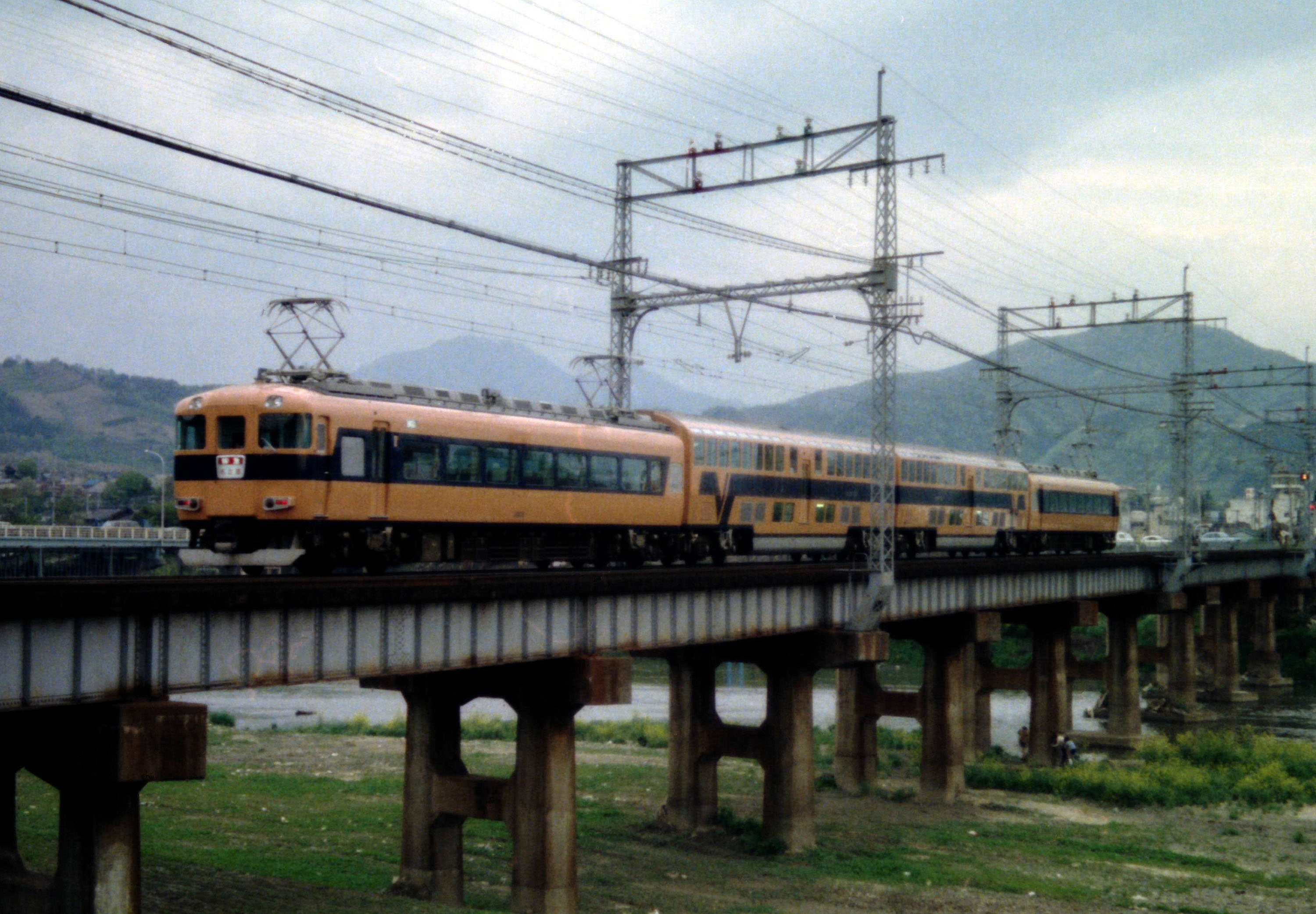
30000系「ビスタカーIII世」。

  - 5月 初代「ビスタカー」、10000系電車が引退。試作車的性格が強いのと、特急座席予約システムに対応できないことから、12200系を新製して置き換えられることになり、登場後僅か13年で廃車となった[注釈 5]。
  - 10月25日 大阪線垣内信号所付近で特急列車同士の正面衝突事故発生。死者25名、重軽傷者220名以上を出す大惨事となった（近鉄大阪線列車衝突事故を参照）。既に計画していた大阪線の全線複線化実施を早める契機にもなった。
  - 12月8日 近鉄四日市駅高架化工事により「湯の山特急」の上本町駅・名古屋駅直通を休止し、湯の山線内のみの運転となる。
- 1972年（昭和47年）11月7日 1956年に登場した奈良線の料金不要の「特急」（難波駅 - 奈良駅間）が、停車駅を2駅追加（当時）の上「快速急行」へ列車種別を改める（ただし快速急行は、1976年3月18日のダイヤ変更までは、朝ラッシュ時の大和西大寺駅始発の列車のみ、従来の特急と同じ停車駅として運転）。奈良駅 - 賢島駅間運転の特急を廃止（「京伊特急」に変更）。「京奈特急」に京都線内のみの運転となる列車が片道3本のみ運転開始（大和西大寺駅発京都駅行きのみ）。名古屋線全線複線化完成（中川短絡線雲出川分岐 - 伊勢中川駅間複線化による）。
- 1973年（昭和48年）
  - 3月1日 難波駅 - 京都駅間に3往復の特急が登場（「阪京特急」）。奈良線の布施駅 - 大和西大寺駅間では初の有料特急となった。一方で「京奈特急」の京都線内のみの運転の列車が一旦廃止（設定されていた片道3本とも近鉄奈良駅発に延長）。
  - 7月 「阪伊乙特急」・「京伊特急」両列車が、併結区間のうち、大和八木駅 - 鳥羽駅間で最大10両編成に増強される（一部列車のみ）。また名古屋線内の特急の一部で8両編成運転開始。
  - 9月21日 難波駅 - 奈良駅間にも4往復の有料特急（「阪奈特急」）が登場する。同時に橿原線軌道中心間隔・車両限界・建築限界拡大工事完成により京都線、橿原線特急にも全特急車両（「吉野特急」車両を除く）が運用可能となる。
- 1974年（昭和49年）
  - 7月20日 運賃改正により運賃制度を区間制から特急料金同様に対キロ制に制度を変更。特急料金も改正。
  - 9月20日 「湯の山特急」の上本町駅・名古屋駅直通を再開。
- 1975年（昭和50年）
  - 4月　山陽新幹線の博多延伸開業に伴い、西日本方面からの観光客を誘致するため、同社単独提供の紀行番組「真珠の小箱」（2004年3月に終了）が、東海道・山陽新幹線沿線のJNN系列局でネット開始。同番組のオープニングとエンディングに流れた同社のCMも、同社沿線である関西・中京地区以外の、新幹線沿線のネット局向けには、「奈良大和路・伊勢志摩へ、新幹線と近鉄特急で」と案内されるようになった。また同時期に、同番組のネット局があった都市の新幹線の駅（岡山駅・広島駅・博多駅など）付近に、「奈良大和路・伊勢志摩へ近鉄特急：新幹線京都駅・名古屋駅で連絡」の屋外広告が設置されるようになった（2004年の番組終了以降、屋外広告も撤去された）。
  - 11月23日 新青山トンネル開通による、大阪線の全線複線化が完成。同年12月20日には鳥羽線の複線化も完成した。
- 1976年（昭和51年）3月18日 大阪線・鳥羽線の全線複線化に伴う白紙ダイヤ変更が行われ、「阪伊特急」を中心に増発・速度向上が行われる。「名阪特急」は甲・乙ともに削減され、「名阪甲特急」は翌1977年まで終日2両編成運転となる（車両は阪奈特急と共通運用となった）。「名阪乙特急」は原則上本町発着から近鉄難波発着に変更され、名阪とも甲特急00分発、乙特急30分発に統一（これまでは近鉄名古屋発は逆）。また「阪伊乙特急」と「京伊特急」の併結運転を廃止し単独運転に。大阪線、山田線、鳥羽線での10両編成運転廃止。「京伊特急」は伊勢中川駅・五十鈴川駅を通過し、「名阪乙特急」・「阪伊乙特急」の全列車が名張駅に、「名阪乙特急」・「名伊乙特急」の全列車が白子駅に停車。
- 1977年（昭和52年）
  - 1月18日 ダイヤ変更。前年11月6日に実施した、国鉄の運賃・料金の大幅値上げの影響により、「名阪甲特急」の乗客が増加に転じ、またその数が著しいことから、わずか10ヶ月で終日2両編成運転を見直し、一部の列車を3両編成および4両編成の運転とする。また、「名阪乙特急」・「阪伊乙特急」の増発も実施。
  - 12月30日 「サニーカー」の第一陣となる12400系電車が登場。
- 1978年（昭和53年）12月30日 3代目「ビスタカー」となる30000系電車が登場。
- 1979年（昭和54年）
  - 3月15日 一部「名伊乙特急」を久居駅に停車開始。
  - 7月 2代目「ビスタカー」、10100系電車が営業運転を終了。また同月より京都駅1番線ホーム延長工事完成により、京都線・橿原線は（当時は）特急に限り最大6両運転が可能となる。
- 1980年（昭和55年）
  - 3月18日 1976年ごろより国鉄の労使紛争・運賃値上げが顕著となり、名阪間の「新幹線」と「名阪特急」の料金格差が広がったことから「名阪特急」の利用客が増加、この改正で名阪甲・乙特急ともに久し振りに増発を図る。朝の「阪奈特急」1本が大和西大寺駅 - 難波駅間で10両編成運転を開始（10両編成特急復活。のち奈良駅 - 難波駅に拡大）。また「吉野特急」の全列車を高田市駅に停車。「湯の山特急」を「名阪乙特急」と別枠で設定（これまでは名阪乙特急の時刻を利用していたため、湯の山特急の設定時間帯のみ名阪乙特急の運転間隔が2時間開いていた。また別枠化に伴い名阪乙特急の難波発着に対し湯の山特急は上本町発着となる）し、1976年までの名阪乙特急と同じく名張駅・白子駅通過となる。
  - 7月 名阪甲特急用に3両固定編成の12410系を新造投入。
- 1981年（昭和56年）12月31日 終夜運転臨時特急「越年号」（終夜運転臨時特急の愛称は1987年度の運転をもって廃止）の一部で大阪線、山田線、鳥羽線の10両編成特急が復活。運転区間は近鉄難波駅 - 五十鈴川駅。
なお、当時は上本町地上駅は10連対応ではなかった。上本町駅地上ホームの10両編成対応化は1985年に完成。
- 1983年（昭和58年）3月18日 「湯の山特急」も上本町発着から難波発着へと変更となる。同時に1971年以来の「名阪乙特急」との併結運転となる。1974年より「湯の山特急」の上本町・名古屋直通は復活していたが単独運転であった。しかし、近鉄四日市駅の線路配線の関係から、難波発着の「湯の山特急」の「名阪特急」との併結区間は難波駅 - 白子駅間となる。名古屋発の「湯の山特急」を廃止（名古屋行は1997年まで存続）。また、禁煙席も1号車の1番 - 32番で設けられる。
- 1986年（昭和61年）3月18日 同日より禁煙席を1号車の全席に拡大。これにより「禁煙席」は「禁煙車」に改称（現在は全車禁煙）。
- 1987年（昭和62年）2月 特急座席予約システムを、オンライン乗車券発行システム（定期券発行が主）・企画旅行システム（旅行業務）を含めた総合的なシステム「ASKA(All-round Services by Kintetsu and its Agencies)システム」へリニューアル。これにより、前売開始日繰り上げ（3週間前から1か月前へ）・乗り継ぎ対応回数拡大（2回乗り継ぎ3列車から3回乗り継ぎ4列車へ）・号車座席指定対応（例：○号車○番・○号車窓側）・電話予約開始（一部区間）・多人数券発売（複数席の1枚への表示）・往復購入時の復路1か月1日前発売（一部区間）などが可能になった。

### 車両のデラックス化の推進と特急網の変化

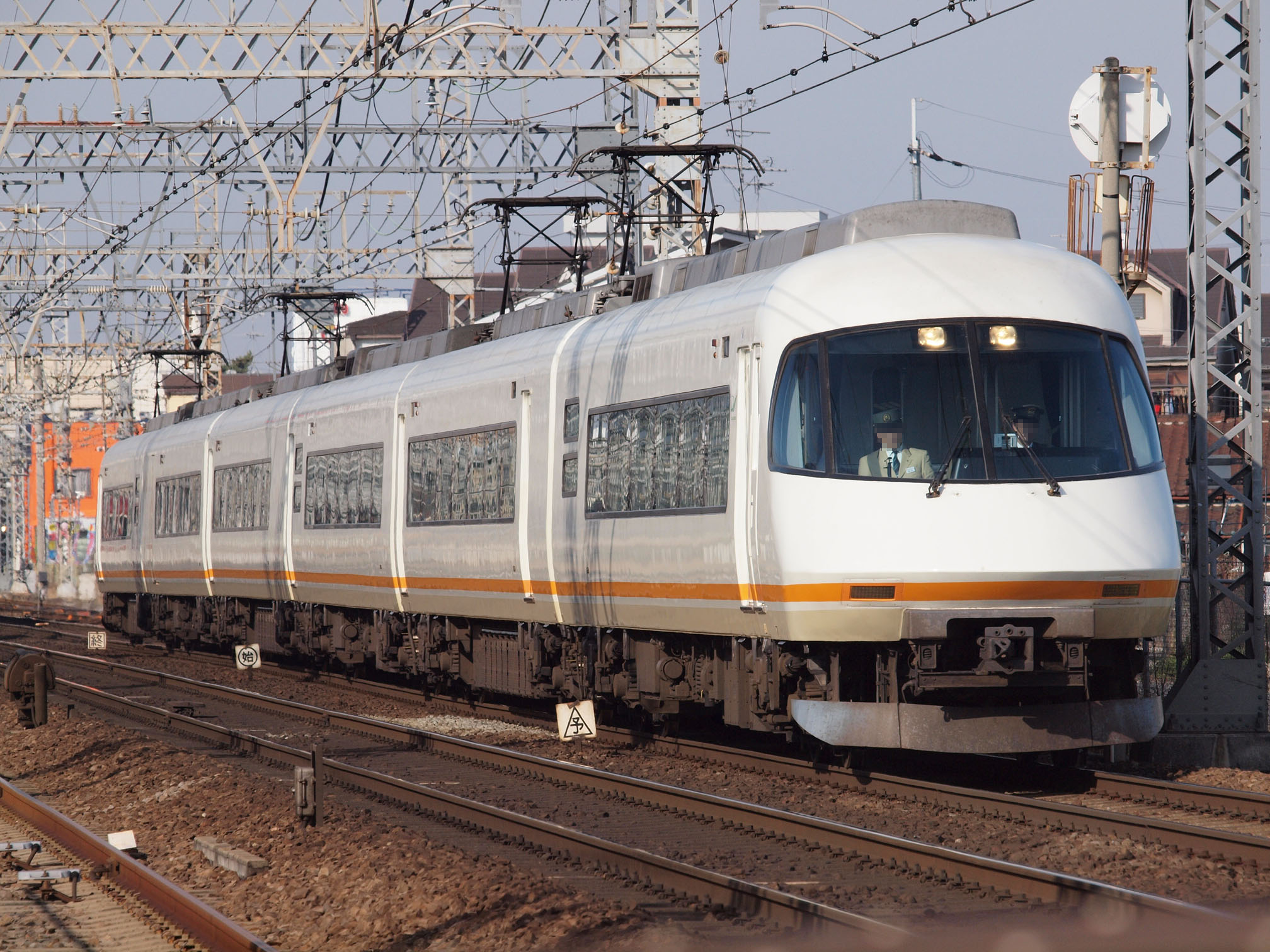
21000系「アーバンライナー」。画像は更新後のアーバンライナーplus

- 1988年（昭和63年）3月18日 「アーバンライナー」こと、6両編成の21000系電車が営業運転を開始した。
東海道新幹線開業で乗客を奪われ、一時期は2 - 3両編成という侘しい編成であった「名阪甲特急」だが、1970年代後半から国鉄が相次ぐ値上げを行ったことにより、安さを求める乗客が近鉄へ再びシフトし、1985年（昭和60年）頃には4 - 6両編成を組む列車が当たり前のようになるなど、利用客は大きく回復した。1987年4月には国鉄が分割民営化されてJRとなったことや、折からの好景気もあり、近鉄では「名阪特急」にさらなる利用客の増加・リピーター獲得を図るべく、それまでとは根本から発想を変えた新しい車両を投入するということで開発を進めることとなり、その一環で「ビスタカー」に取って代わって新しい近鉄特急の顔となった「アーバンライナー」が誕生した。またこの時、近鉄特急の最高速度がそれまでの110km/hから120km/hへ引き上げられた（大手私鉄初）。その結果名阪間の所要時間は10分ほど短縮され、難波 - 名古屋間は最速2時間5分、鶴橋 - 名古屋間は最速1時間59分となり、名阪の所要時間はついに2時間を割り込むこととなった。なお、「阪伊乙特急」の一部が布施駅に停車を開始する。また志摩線内の特急停車駅3駅のホームの延伸工事（2両分）が完成し、8両運転が開始された。
- 1989年（平成元年）5月18日 ダイヤ修正により「吉野特急」が吉野口駅に停車を開始。
- 1990年（平成2年）3月15日 すべての「名阪甲特急」が、21000系電車に置き換えられる。同時に「名伊甲特急」1往復にも21000系が運用を開始する。また、「吉野特急」に新車である「さくらライナー」こと26000系電車が投入開始された。「名阪甲特急」の一部が大和八木駅・津駅に、「阪伊乙特急」の一部が桔梗が丘駅に、「吉野特急」全列車が飛鳥駅・壺阪山駅に停車を開始。
- 1992年（平成4年）3月19日 近鉄難波駅 - 京都駅間運転の「阪京特急」を「京奈特急」・「阪奈特急」に分割統合して廃止。22000系電車投入。
- 1993年（平成5年）9月21日 志摩線の改良工事（複線化・曲線緩和）完成と伊勢神宮式年遷宮を控え、一部の「阪伊乙特急」・「名伊乙特急」を賢島駅へ延長。
- 1994年（平成6年）
  - 3月15日 翌4月の近鉄が志摩線沿線に開発したリゾートテーマパーク、「志摩スペイン村」の開園を前にして、それへのアクセスの一環としての看板列車である「伊勢志摩ライナー」こと23000系電車が同月、「阪伊甲特急」・「名伊甲特急」で運転を開始した。合わせて白紙ダイヤ変更が実施され、、昼間時間帯の難波駅発鳥羽方面行の特急が全廃され、大阪市内から鳥羽方面行き特急はすべて上本町駅始発とされた上に、阪伊甲特急の始発駅が上本町駅に変更された。この時、大阪線・山田線・鳥羽線・志摩線の一部区間で130km/h運転が開始されている（大手私鉄初。かつ、2010年7月16日までは大手私鉄最高速度であった）。賢島駅発着列車を拡大し、甲特急の大半が通過していた志摩磯部駅（当時の志摩スペイン村最寄駅。2007年より鵜方駅に変更）は全特急が停車することとなった。23000系電車は「デラックスカー」・「サロンカー」といった豪華設備を備えた車両であり、130km/hでの運転を可能とした。
  - 12月31日 志摩スペイン村の大晦日から元旦の終夜営業を機に、大晦日の越年終夜運転時の特急を賢島駅まで延長。それまでは早朝一部の鳥羽発着を除き宇治山田行、五十鈴川発だった。
- 1996年（平成8年）3月 16400系電車が「吉野特急」で運用開始。
- 1996年 - 2000年（平成8年 - 12年） 30000系電車・「ビスタカー」のリニューアル工事が行われ、それが行われた編成は「ビスタEX」と呼ばれるようになった（EXは「エックス」と読む）。
- 1997年（平成9年）3月18日 湯の山温泉発名古屋行の「湯の山特急」を廃止。
- 1998年（平成10年）3月17日 近鉄難波駅 - 湯の山温泉駅間直通の「湯の山特急」を廃止。以後湯の山線内の運転となる。
- 1999年（平成11年）3月16日 南大阪線尺土駅、吉野線福神駅・六田駅が「吉野特急」の停車駅に昇格。同時に南大阪線・吉野線の特急料金が均一料金（500円）になる。京都線高の原駅に京都駅21時発以降の下り特急が停車。平日昼間の「阪奈特急」を廃止、早朝 - 朝ラッシュ時と夕方 - 深夜のみの運行に変更される。同時に駅務合理化のため、特急券回収方法を変更し、駅に用意された特急券回収箱に乗客側で投入するか、あるいは改札口の駅務員が直接回収する方式（一部列車では車内改札時に特急券を車掌が回収。なお、この回収は回収方法変更以前より一部列車で実施済）に変更。これにより一部の駅を除いて特急で実施していたドアカットを廃止。

### 昨今の近鉄特急

#### 2000年代
- 2000年（平成12年）12月5日 インターネットによる特急空席案内サービスを開始。
- 2001年（平成13年）3月22日 大阪市此花区のユニバーサル・スタジオ・ジャパン(USJ)開園にあわせ、名阪特急を増発（2004年のダイヤ変更で消滅。この便は甲特急ながら桑名駅・近鉄四日市駅・津駅・鶴橋駅・上本町駅の各駅に停車するものだった）。またインターネット・iモード（後にEZweb・J-スカイ、現Yahoo!ケータイにも対応）による、特急券インターネット予約・発売サービスを開始。
- 2002年（平成14年）
  - 3月20日 京都線特急の全列車が近鉄丹波橋駅に終日停車し[5]、高の原駅停車の特急を京都駅19時発以降に拡大。「湯の山特急」を土曜・休日のみの運転にする[5]。車内販売を全廃[5]。近鉄ではそれまで昼間時間帯を中心に特急列車で車内販売を行っていたが、利用者減から徐々に実施区間を縮小していき、最後まで残った「アーバンライナー」と「伊勢志摩ライナー」でも終了した（「アーバンライナー」にはリニューアル工事時に飲料の自動販売機を設置）。インターネット予約・発売サービスで「近鉄特急netでポイントサービス」開始。インターネットで特急券を購入するとポイントが付与（購入額の5%）され、溜まると特急券購入に利用できる。
  - 12月31日 ダイヤ改正に先立ち、越年終夜運転時の一部の臨時「阪伊乙特急」が大和高田駅・榛原駅に停車するとともに、ほとんどの臨時特急を難波発着とする。
- 2003年（平成15年）
  - 1月1日 - 3日 正月三が日の「吉野特急」のうち2本を古市駅に停車。
  - 3月6日 東海道新幹線が車両改善や品川駅開業を期に、この年10月に大規模なダイヤ改正（ダイヤパターンをひかり主体からのぞみ主体に転換など）を行うが、それへの対応として「アーバンライナー」の設備をさらにグレードアップした「アーバンライナーnext」こと21020系電車が営業運転を開始する。またそれまでの21000系電車もリニューアル工事を順次行っていき、「アーバンライナーplus」として再登場した。その他、「阪伊特急」はそれまで昼間時は上本町駅発着ばかりであったが、この時から昼間時の難波駅発着の列車が復活した。大和高田駅・榛原駅に特急停車を開始。「阪伊乙特急」と「京伊特急」の併結運転再開、同時に単独の「京伊特急」のすべてを名張駅・伊勢中川駅に停車。「名伊甲特急」は停車駅に津駅が加わる。
  - 3月27日 インターネット予約・発売で「近鉄特急チケットレスサービス」が吉野特急（南大阪線・吉野線）で開始。これにより、携帯電話より特急券インターネット予約サービス利用し同時に決済（購入）を行った場合、特急券の受取をせず乗車可能となった。近鉄特急チケットレスサービスを利用した場合、ポイントサービスのポイントが5%付与され通常購入のポイントと合わせて10%付与される。また、インターネット予約・発売サービスでは予約時には号車指定が可能であるが、チケットレスサービスでは席番まで指定可能となった。
  - 6月4日 近鉄特急チケットレスサービス全線に拡大。
- 2004年（平成16年）
  - 3月18日 「湯の山特急」を廃止（晩年は土・休日のみの運転となっていた）。
  - 12月31日 志摩スペイン村のカウントダウンイベントが中止されたため、この年の越年終夜運転のみ賢島駅への運転が行われず、ほとんどが宇治山田駅行・五十鈴川駅発となる（翌年よりイベント復活のため従来の形態に戻る）。
- 2005年（平成17年）
  - 3月25日 2005年日本国際博覧会（愛知万博）開催に伴い、同博覧会開催中（3月 - 9月）、難波駅 - 名古屋駅間に乙特急1往復（早朝の名古屋行きと深夜の難波駅行き）と、土・休日のみ松阪駅発名古屋駅行きの乙特急を1本増発（「名阪乙特急」は愛知万博閉幕後も継続し2006年のダイヤ改正で定期列車に昇格）。
  - 8月16日 特急車両の運用変更により21000系電車が京都線でも定期運用を開始する（「京奈特急」1往復のみ。なお21000系は以前にも終夜臨時特急やお召し列車関連で京都線、橿原線への入線実績あり）。
- 2006年（平成18年）11月3日 「伊勢志摩ライナー」で土曜・日曜・祝日に限り車内販売が復活。

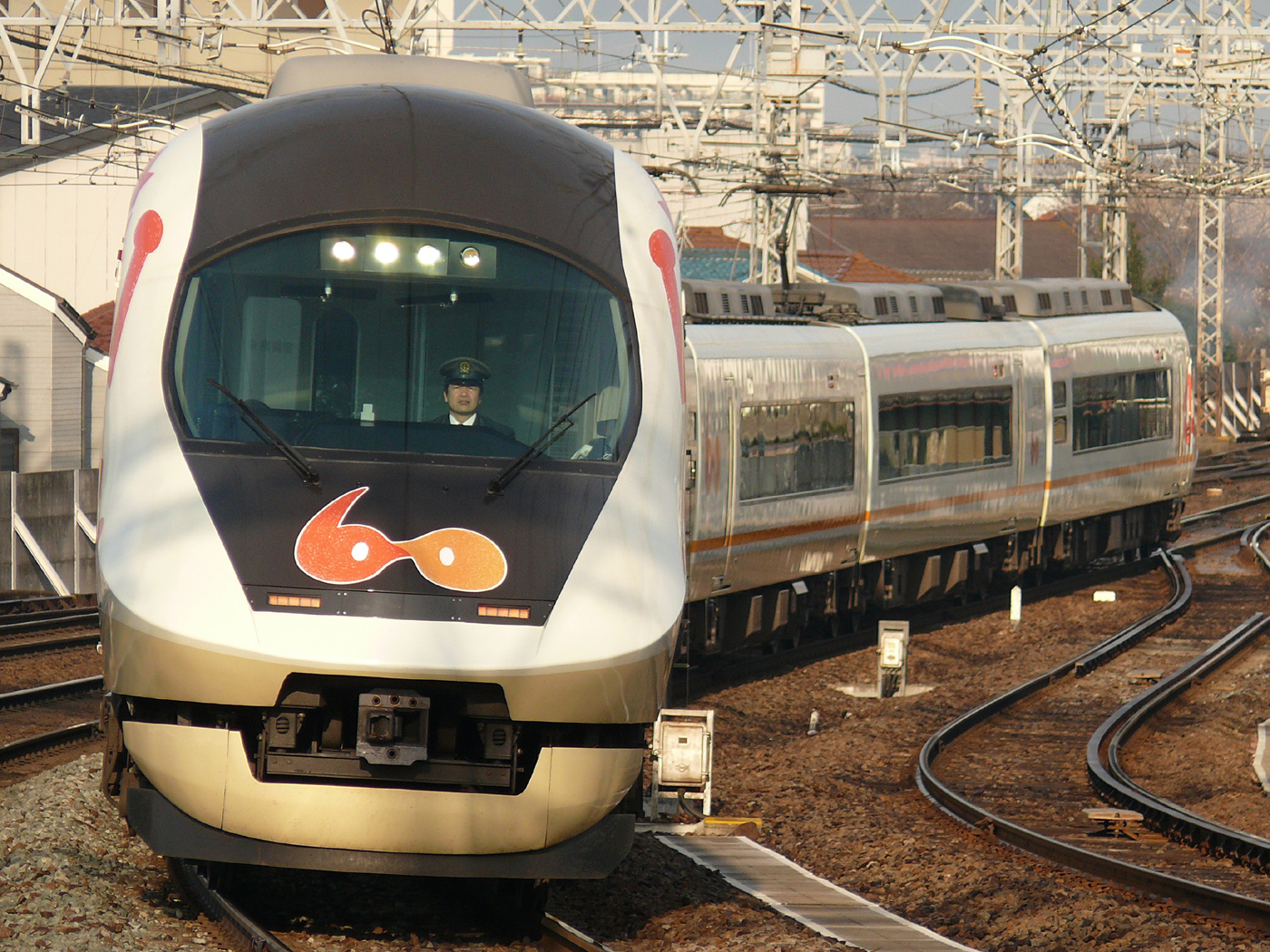
60周年記念ロゴマークを貼り付て運行する21020系

- 2007年（平成19年）10月8日 上本町駅 - 近鉄名古屋駅間で特急の運転が開始され60周年を迎えたこの日、「近鉄特急60周年サンクスキャンペーン」と題して上本町駅 - 近鉄名古屋駅間に抽選で選ばれた人々を無料招待することにし、臨時特急を1往復運行した。
なお車両は21020系が充当された。またこの日より約5ヶ月間、21020系2編成や23000系3編成にはイラストレーター・黒田征太郎デザインのロゴマーク・イラストを貼り付け、運行を実施した。
- 2008年（平成20年）7月19日 御在所ロープウェイ開業50周年および鈴鹿国定公園指定40周年を記念して、近鉄名古屋駅 - 湯の山温泉駅間に特急を復活運転。翌年以降は「湯の山温泉サマーライナー」として毎年7月下旬 - 8月上旬の土曜・休日に運転。
- 2009年（平成21年）
  - 3月20日 阪神なんば線開通に伴うダイヤ変更。「伊勢志摩ライナー」の「阪奈特急」・「京橿特急」と、「アーバンライナー」の「京奈特急」の運用をそれぞれ取りやめ一般特急車両に変更。
  - 4月1日 標準軌線区用特急車両22600系(Ace)が営業運転を開始する。全席禁煙で、専用の喫煙ルームが設けられた。
  - 12月12日 名阪特急・直通運転開始50周年を迎えた。この日から5日間、名阪特急の利用客の中から抽選で、アーバンライナーのデラックスシート券をプレゼントするなどの「近鉄名阪特急・直通運転開始50周年記念 サンクスキャンペーン」が行われた。また一部の21020系車両には、直通運転50周年記念のロゴマークが、2010年3月まで貼り付けられて運行された。

#### 2010年代
- 2010年（平成22年）
  - 3月19日 利用者の少ない「阪伊特急」・「名伊特急」の一部が廃止となり、他の列車を区間延長して対応する。また、一部の列車は区間短縮され短縮された区間は季節列車として運転する。西ノ京駅に土休日ダイヤの一部の「京橿特急」が停車するようになる（「京伊特急」は通過）。
  - 4月24日より2011年2月頃まで、平城遷都1300年祭にあわせて名古屋と大和西大寺を直通する臨時特急が、土曜・休日に1往復設定（名古屋線・大阪線内は「名阪乙特急」と併結）。2011年4月以降も一部のシーズンを除いて同様に運行。
  - 4月29日 30000系（ビスタEX）の階下席は、3 - 5人が同一行程で利用できる「グループ専用席」に変更された。これにあわせて、同系のうち1編成の階下席を、ヨットのキャビンをイメージした座席に改装された（残る編成も順次改装を実施）。
    - また、老朽化した車両の置き換えを目的として、22600系を2009年度に22両投入しており、2010年度以降も増備を続けられている[6]。なお、吉野特急用として22600系の狭軌版の16600系が新造され、2010年6月19日に営業運転が開始された[7]。
- 2011年（平成23年）
  - 3月16日より、アーバンライナーと伊勢志摩ライナーのデラックスシート車において、短距離での利用を促進するため、デラックスシート券の料金が、キロ数に応じた値段に改定された。これにより「阪奈特急」においても、該当車両を利用する場合、デラックスシート券が必要になった。また、京都線の高の原停車の特急を京都駅18時30分発以降に拡大。
  - 4月2日 26000系（さくらライナー）がリニューアルし運転開始。4両中1両をデラックスシート車とした。同年9月に残り1編成もリニューアル。
  - 12月23日 12200系（新スナックカー）2両編成2本を近鉄グループの旅行会社、クラブツーリズムが主催するツアー専用の列車に改装し、15400系車両として営業運転を開始[8]。列車名は公募の結果、奈良県桜井市の男性が応募した、万葉集にも登場する「輝く光、朝日の美しい空」を表す古語より、「かぎろひ」と命名された。
  - 12月31日 志摩スペイン村のカウントダウンイベント中止により、越年臨時特急の賢島駅乗り入れを中止[注釈 6]。
- 2012年（平成24年）
  - 3月20日 白紙ダイヤ変更を18年ぶりに実施。「名阪甲特急」の全列車を津駅に停車（これにより名阪間ノンストップ特急は完全消滅する）とし、大和八木駅に停車する列車も増やす。津駅では「名伊乙特急」と連絡することで白子・四日市・桑名と大阪間の所要時間を短縮。「京伊特急」の運転本数を朝夕のみ4往復に大幅削減（京都→賢島4本、松阪→京都1本、鳥羽→京都1本、賢島→京都2本）、松阪始発の1本を除く全列車が五十鈴川駅に停車。「京橿特急」の平日昼間の特急も西ノ京駅に停車。朝の京都線上りの特急を高の原駅に停車し、下りの停車も京都駅17時発以降に拡大。昼間の「京奈特急」と「京橿特急」の併結運転を開始。また、「京伊特急」の一部を「京橿特急」に変更し、「阪伊乙特急」との併結運転を取りやめる、これに伴い西ノ京駅に停車する特急は日中1時間あたり2本となる。南大阪線の特急の朝晩の一部列車が古市駅に停車する。
  - 3月20日 近鉄特急の発車メロディとして堂本剛の楽曲「縁を結いて」が近鉄奈良駅、橿原神宮前駅（橿原線）、京都駅、大阪上本町駅（地上のりば）、大阪阿部野橋駅の5駅で約1年間の期間で放送開始。好評の為2013年3月20日から1年間、2014年3月19日からさらに半年間、2014年10月1日からさらに2年半使用を延長し2017年3月19日まで使用された。
  - 8月4日 23000系（伊勢志摩ライナー）の最初のリニューアル編成が運転開始。

- 2013年（平成25年）

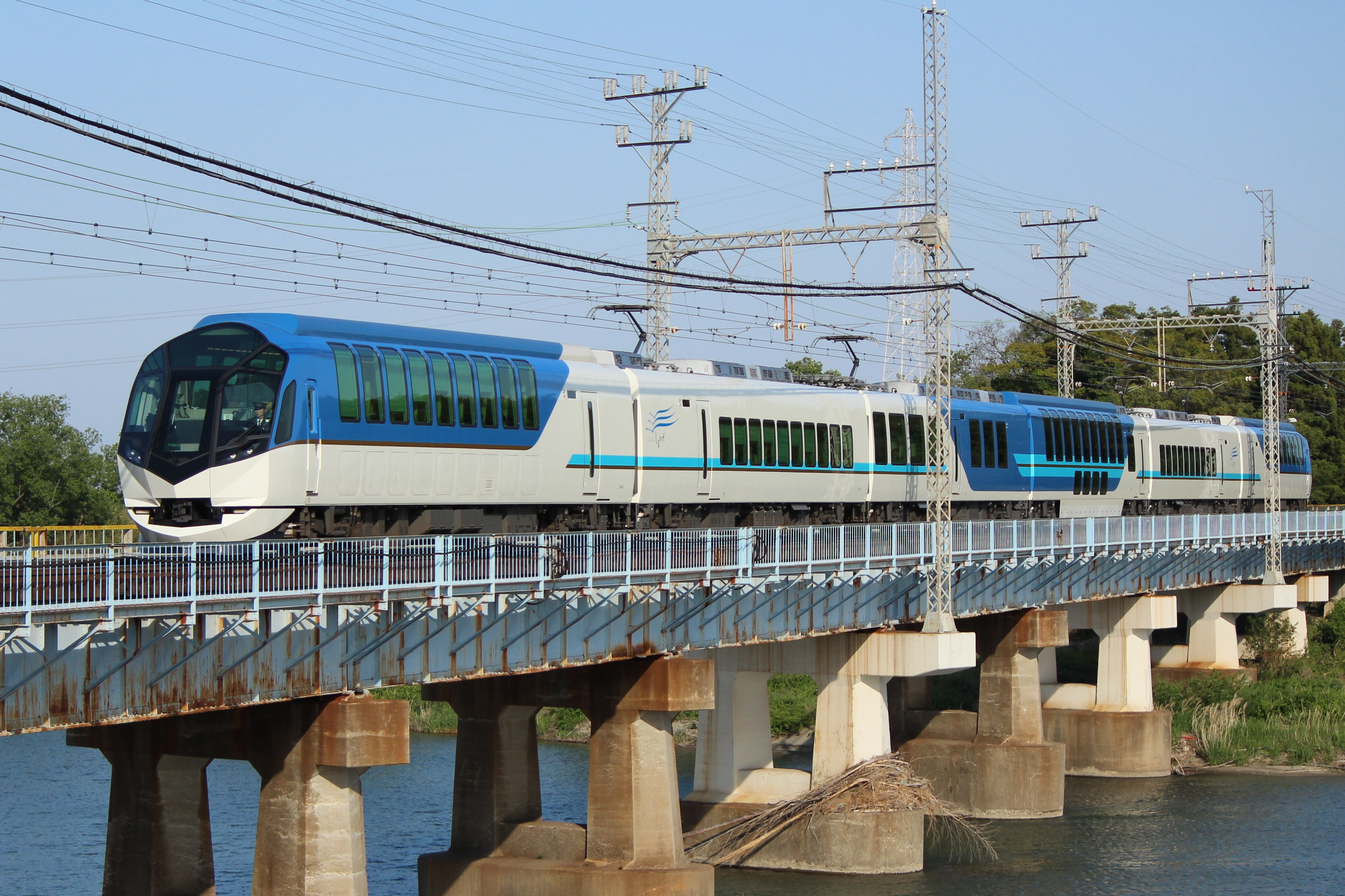
50000系「しまかぜ」

  - 3月17日 土休日にそれぞれ1往復で運転する阪伊・名伊甲特急の停車駅に伊勢市駅が追加された。3月17日と20日の2日間、しまかぜと同時刻・同停車駅で一般車両を用いた特急を運転。また、特急の座席番号の付番様式は連番方式（例：1,2～59,60）からアルファベットと数字を組み合わせたJR方式（例：1A,1B～15C,15D）にすべて変更（デラックスシートは従来からJR方式）。
  - 3月21日 伊勢志摩観光用標準軌特急車50000系が運転開始[9][10]。愛称は「しまかぜ」。6両編成で、個室・グループ席・サロン席・デラックスシート以上の座席を配した開放客室（2-1人掛けでシートピッチ1,250mm、両先頭車は展望席のあるハイデッカー構造）とカフェテリアを持った2階建て車で構成される。特急料金の他に新型車特別料金を別途設定している。水曜日を除く週6日運転（ただし春休み・夏休み・ゴールデンウィーク・年末年始時には毎日運転）で大阪難波 - 賢島間 ・名古屋 - 賢島間をそれぞれ1日1往復する。
- 2014年（平成26年）
  - 9月21日 高の原駅の朝の京都線上りの特急を停車本数を増やし、下りの停車も京都駅15時発以降に拡大。南大阪線の特急は古市駅に停車する列車を増やした。
  - 10月10日 「しまかぜ」京都 - 賢島間の定期運転を開始。
- 2015年（平成27年）12月13日 22000系ACEの新塗装リニューアル車が登場。
- 2016年（平成28年）
  - 3月19日 大阪難波駅発の21時発の「名阪甲特急」の停車駅に白子駅、近鉄四日市駅、桑名駅を追加し、土休日ダイヤの名古屋駅の6時発の「名阪甲特急」を「名阪乙特急」に格下げし、新たに8時台に「名阪甲特急」を1本増発、また、朝に松阪駅発の「阪伊乙特急」を、夜に鳥羽発の「名伊乙特急」をそれぞれ1本ずつ新たに設定、これらの変更により一部の「名阪乙特急」「名伊乙特急」が削減される。平日の朝に1本だけあった大阪上本町駅発の「名阪乙特急」を大阪難波駅発に変更し始発駅を統一する。伊賀神戸駅に停車する「名阪乙特急」と久居駅に停車する「名伊乙特急」を増やす。
  - 5月21日始発～5月28日午前7時頃 - 第42回先進国首脳会議（伊勢志摩サミット）の開催に伴うテロ対策により、志摩線・鵜方 - 志摩神明 - 賢島間で営業運行禁止措置発令[11][12]。特急も鵜方 - 賢島間で運行禁止。同区間は外務省が運用する（業務は名鉄観光サービスに委託[13]）無料のサミットシャトルバスで代行輸送。
  - 9月10日 吉野観光用狭軌特急車16200系が運転開始。愛称は「青の交響曲」。
- 2018年（平成30年）
  - 3月17日 平日朝に名張発京都行き特急（榛原駅・高の原駅にも停車）を1本増発し、土・休日に「京伊特急」を1往復増発（上り列車のみ榊原温泉口駅・西ノ京駅にも停車）、これに伴い一部の「京奈特急」「京橿特急」が削減される。昼間の「京奈特急」と「京橿特急」の併結運転を取りやめ、それぞれ単独運転に変更。久居駅に停車する「名伊乙特急」と榊原温泉口駅に停車する「京伊特急」を増やす。その他、45年ぶりに京都線内のみ運転する京奈特急が設定されるなど、一部の特急の始発駅と行先を変更する[14]。

#### 2020年代
- 2020年（令和2年）
  - 1月31日 この日をもって全列車での喫煙席の営業を終了。翌2月1日からは喫煙室を除き全列車全席禁煙となる。
  - 3月14日 名阪特急に新型車両80000系「ひのとり」6両3編成を投入。名阪甲特急6往復と阪奈特急1往復を「ひのとり」に置き換える。また、この変更よりデラックスカーを複数車両で乗り継ぐ際の特別車両料金がキロ通算料金から乗車する列車ごとのキロ料金に変更された。名阪乙特急と名伊特急でアーバンライナー使用列車が増加した。
  - 5月30日 新型コロナウイルスの影響による利用客の減少に伴いこの日から当分の間、土休日ダイヤで一部の特急列車（計75本）を運休する。
  - 6月13日 80000系「ひのとり」6両4編成を増備。これにより名阪甲特急は平日10往復、土休日11往復、阪奈特急は平日2往復、土休日1往復が「ひのとり」になる。新型コロナウイルスの影響で運休していた土休日ダイヤの名阪甲特急3往復が運転再開。
  - 7月11日 新型コロナウイルスの影響で運休していた土休日ダイヤの特急列車を全て運転再開。
  - 8月29日 新型コロナウイルスの影響による利用客の減少に伴いこの日から当分の間、土休日ダイヤの夜間の「京奈特急」・「吉野特急」（計20本）を運休または区間短縮する。
  - 11月21日 80000系「ひのとり」8両2編成を増備。これにより名阪甲特急は平日14往復、土休日15往復、阪奈特急は平日4往復、土休日1往復が「ひのとり」になる。また名阪乙特急は「アーバンライナー」での運転を平日は12往復から16往復に、土休日は8往復から14往復に増発[15]。
- 2021年（令和3年）
  - 1月23日 新型コロナウイルスの影響による利用客の減少に伴い運休列車を追加。この日から当分の間、土休日ダイヤの一部の「阪奈特急」・「京奈特急」・「京橿特急」・「吉野特急」（計79本）を運休または区間短縮する。
  - 1月30日 新型コロナウイルスの影響による利用客の減少に伴い運休列車をさらに追加。この日から当分の間、平日ダイヤの一部の特急（計64本）、土休日ダイヤの一部の特急（計222本）を運休、また平日ダイヤの一部の「名伊乙特急」（計21本）、土休日ダイヤの一部の「名伊乙特急」・「吉野特急」（計27本）を区間短縮する。
  - 2月13日 「ひのとり」全編成増備が完了。すべての名阪甲特急が「ひのとり」に、乙特急が「アーバンライナー」に統一[16]。同日、12200系「スナックカー」が定期運用から外れた[17]。
  - 3月13日 新型コロナウイルスの影響による利用客の減少に伴い運休していた列車のうち、平日ダイヤの全ての特急（計64本）と土休日ダイヤの一部の特急（計205本）の運転を再開する。
  - 4月29日 新型コロナウイルスの影響による利用客の減少に伴い運休列車を追加。この日から当分の間、土休日ダイヤの全ての「阪奈特急」と一部の「京奈特急」・「京橿特急」・「吉野特急」（計112本）を運休または区間短縮する。
  - 5月6日 新型コロナウイルスの影響による利用客の減少に伴い運休列車をさらに追加。この日から7月2日までの間、平日ダイヤの一部の特急（計54本）、土休日ダイヤの一部の特急（計222本）を運休、また土休日ダイヤの一部の「名伊乙特急」・「吉野特急」（計27本）を区間短縮する。
  - 7月3日 新型コロナウイルスの影響による利用客の減少に伴い定期特急の運転本数が見直され、全体で平日ダイヤで計26本、土休日ダイヤで計30本を削減し、需要に応じて運転する特急として平日ダイヤで計25本、土休日ダイヤで計29本を不定期特急に格下げする。「吉野特急」は水曜日の「青の交響曲」運休日の一般特急による代走運転を取りやめる。「阪伊特急」は土休日ダイヤの乙特急1本を甲特急（大和八木駅にも停車）に変更する。
  - 9月11日 新型コロナウイルスの影響による利用客の減少に伴いこの日から当分の間、土休日ダイヤの一部の特急（計118本）を運休する[18]。
  - 10月2日 お客さまのご利用状況が回復傾向にあるとして、運休しているすべての特急列車の運転を再開[19]。
  - 11月20日 当所8月7日に予定され、新型コロナウイルスの影響で延期されていた「ありがとう12200系特急ラストラン乗車ツアー」を実施。これをもって12200系は一部団体用や観光特急車両として活用される一部を除き、完全引退・廃車される[20]。
- 2022年（令和4年）
  - 4月29日 12200系から改修した19200系観光特急「あをによし」運行開始。
- 2024年（令和6年）
  - 3月1日 近年の健康増進志向の高まりなどを踏まえ、全ての喫煙室を廃止し全面禁煙化される[21]。
  - 8月8日 南海トラフ地震臨時情報（巨大地震注意）が発表されたことに伴い、8月9日始発から15日まで運用を以下のとおり変更[22]。
    - 名阪ノンストップ特急(名阪甲特急)は名張駅を除き、特急標準停車駅に停車。
    - 五十鈴川～賢島駅間を運転する特急列車の運転を取りやめ、「しまかぜ」も含めて宇治山田・五十鈴川行きとして運転。

### 今後の計画
- 2009年（平成21年）3月20日に阪神なんば線が開業したことで、近鉄難波・奈良線は阪神電気鉄道（阪神）との相互直通運転を開始したが、それに先立つ2007年（平成19年）9月6日に、近鉄社長の小林哲也は、阪神電車のみならず、将来的には山陽電気鉄道にも特急を乗り入れさせ、奈良・伊勢志摩・名古屋などと神戸三宮・明石・姫路間を直通実施の意向を示し、阪神・山陽などと交渉を行っていることを明らかにした（名神・神伊・神奈・名姫・姫伊・姫奈特急構想）。
- 2018年（平成30年）5月14日には、京都 - 吉野間直通を視野にフリーゲージトレインの開発を進めると発表した[23]。
- 2019年（平成31年）1月18日には、他社線直通計画の第2弾として、大阪市高速電気軌道(Osaka Metro)中央線への乗り入れを、専用車両により、近鉄奈良駅より実施することを検討することを開始し、Osaka Metroと交渉を開始した（夢奈特急構想）[24][25]。

## 近鉄線と並行する国鉄・JR線の優等列車など
近鉄の各路線には、並行して東海道新幹線・東海道本線（名古屋 - 大阪間）、関西本線（名古屋 - 四日市 - 奈良 - 難波間）、奈良線（京都 - 奈良間）、紀勢本線・参宮線（津 - 鳥羽間）、片町線（大阪 - 田辺 - 祝園 - 奈良間）などといった国鉄 - JRの路線が存在している区間が多い。
国有鉄道は、現在の関西本線・参宮線・奈良線・草津線・片町線といった路線を建設・運営していた「関西鉄道」を1907年（明治40年）に「鉄道国有法」によって国有化した後は、三重県・奈良県といった地域で独占的な地位・利益を占めていたが、大軌・参急が大阪 - 伊勢間に高速電車を走らせ始めるとそれを大きな脅威と感じるようになった。そこで当時の国有鉄道を運営していた鉄道省 - 日本国有鉄道は戦前 - 戦後を通じて、大軌・参急 - 近鉄に対抗すべくそれらの路線で高速列車を走らせた。
JRとなった今では、JR東海の東海道新幹線や在来線である関西本線・紀勢本線・参宮線と伊勢鉄道伊勢線を通って名古屋駅 - 鳥羽駅間を結ぶ快速列車「みえ」、さらにJR西日本が「アーバンネットワーク」の一環として運行する「大和路快速」・「みやこ路快速」位のものとなっているが、かつてはもっと多くの路線でそれを行っていた。その概略を系統ごとに示すと下記のようになる。

### 大阪・京都 - 伊勢間（草津経由）

#### 戦前
参急が全線開業を間近に控えた1930年（昭和5年）10月、鉄道省（省線）は姫路駅 - 鳥羽駅間に一往復の「準急列車」（現在のJRの快速列車に相当し、当時も地方によっては「快速列車」と呼んでいた）を走らせ始めた。姫路から山陽本線・東海道本線・草津線・関西本線・参宮線（旧称、現在の紀勢本線・参宮線に相当）を経由するもので、大阪駅 - 山田駅（現在の伊勢市駅）間は開業した参急線より40km以上遠回りのルートであった。しかし、大阪ミナミからはともかく神戸・京都や大阪キタといった地域からは非常に便利な列車であった。それまで同経路で運行していた普通列車は京都 - 山田間に5時間を要していたが、準急列車は同区間を2時間25分で走破した。なお大阪 - 山田間の所要時間は3時間04分であり、参急線の2時間47分には及ばなかったが、参急の電車列車に対して、省線は加速や勾配登坂などの性能で劣る蒸気機関車牽引の客車列車であり、前述した遠回りの経路で運転していたことを考えれば驚異的なスピードであった。また、その準急列車は東海道本線内では当時の超特急「燕」と同等の速度で走行していた。
1931年（昭和6年）10月、準急列車に「簡易食堂車」を増結し、また2往復に増発された。同時に不定期の列車も3往復（1往復夜行）設定され、これらの列車は「参宮快速」と呼ばれるようになった。その後も増発され、1934年（昭和9年）12月のダイヤ改正時には、姫路駅 - 鳥羽駅間の準急が2往復（うち1往復は食堂車連結、鳥羽行きの大阪 - 山田間所要時間は2時間52分と3時間）、大阪駅 - 鳥羽駅間の普通列車が2往復、大阪・京都 - 山田・鳥羽間の不定期列車が2往復設定されている。また、宇野線の宇野駅 - 鳥羽駅間を結ぶ宇野 - 関西間が夜行、関西 - 伊勢間が昼行の二等寝台車を連結した列車も設定されていた。これは宇高連絡船をはさんで四国から来た伊勢神宮参拝の客にも使われていたが、関西 - 四国間輸送と関西 - 伊勢間輸送の、二つの役割を果たす列車を一本にまとめたという傾向が強かった。
1935年（昭和10年）12月の改正では列車がさらに増発され最盛期を迎えるが、1937年（昭和12年）7月に勃発した日中戦争の影響で、1940年（昭和15年）10月ごろには食堂車が消滅している。そして太平洋戦争の戦局が悪化してきた、1943年（昭和18年）2月の「戦時陸運非常体制」に基くダイヤ改正により、戦前の速達列車は消滅した。

#### 戦後
1953年（昭和28年）3月、姫路駅 - 鳥羽駅間に1往復の「快速列車」が新設され、このルートの速達列車が復活した。しかしながら大阪 - 山田間の所要時間は3時間26分と、戦前の最速列車より34分遅くなっている。
1961年（昭和36年）、京都駅 - 鳥羽駅間にキハ55系気動車を使用した有料の準急「鳥羽」が新設されるが、同年10月の時刻表によると京都 - 伊勢市（1953年7月に山田から伊勢市に改称）間を2時間37分と、戦前の準急より遅くなっている。「快速列車」の方もスピードダウンし大阪 - 伊勢市間に3時間35分、京都 - 伊勢市間に2時間55分を要するようになった。1963年（昭和38年）10月に準急「鳥羽」は「志摩」と改称、そして1965年（昭和40年）10月の改正で姫路 - 鳥羽間の快速は準急「志摩」に統合され、運行区間も京都 - 鳥羽間に短縮された。1966年（昭和41年）3月、国鉄の増収政策の一環で「志摩」は準急から急行列車に格上げとなる。
この頃までは京都、大津から松阪、伊勢志摩へ行くには一番便利な列車であったため利用客も多かったが、1966年（昭和41年）12月に近鉄の京都 - 伊勢間を直通運転する「京伊特急」が運行を開始すると、客はそちらへ流れてゆくようになり、1972年（昭和47年）3月の改正で「志摩」は1往復が廃止された。
その後も国鉄は対策というものを満足に打ち出さず、昭和50年代に行われた運賃の大幅な値上げと労使紛争の影響で客はますます減少した。京都市内だけでなく、大津や草津からでさえ京都駅から近鉄特急に乗った方が安くて速かったこともあり、利用者は大幅に減った。しかし、三重県中南勢から滋賀県・京都府への直通列車だったため、1985年（昭和60年）3月の急行「平安」廃止後に1往復増発のテコ入れがされ、13年ぶりに「志摩」は2往復となったが、国鉄分割民営化直前の1986年（昭和61年）11月のダイヤ改正により急行「志摩」は廃止され、この系統の直通列車は消滅した。現在は、三重県から滋賀県へのこのルートでの往来は亀山・柘植両駅での乗り換えを要し、普通列車のみのため実用性は薄い。
また、この区間の公共交通は、長く鉄道の独擅場だったが、2008年の新名神高速道路延伸により、高速道路による走破が可能となったため、新たなライバルとなった。2008年3月20日近鉄バス・三重交通により京都駅八条口 - 津駅前間に1日4往復の高速バス路線が新設され、10月25日には、前記2社に加え京阪バスを併せ、京都駅八条口 - 伊勢市駅前/内宮前間に、同じく1日4往復が新設された。2010年4月1日からは、伊勢方面から京阪バス・近鉄バスは撤退し、三重交通による2往復に減便された。2013年時点では、京都駅八条口 - 津駅前間を1時間53分、京都駅八条口 - 伊勢市駅前間を最速2時間33分で結んでいたが、翌2014年に伊勢市駅前発着の高速バスは廃止された。これらのバス路線の詳細は京都 - 四日市・津・伊勢線を参照。

### 大阪 - 伊勢間（奈良経由）
古来より伊勢・南紀方面へは熊野詣・伊勢詣として定着があった。明治期以降の近代化によって、それまでは徒歩による往来から鉄道事業にとってかわることとなっていくが、その先鞭は大阪網島からの浪速鉄道の開通に始まる。往時は参宮急行が存在せず、大阪から伊勢へは関西鉄道～参宮鉄道がメインルートであった。
参急線が開通する前から、この系統の湊町駅（現JR難波駅） - 山田駅・鳥羽駅間には準急（快速）・普通列車が設定されていたが、湊町 - 山田間は準急が約5時間、普通が約6時間を要していた。参急線が開業する前の1930年（昭和5年）10月のダイヤ改正ではスピードアップ・増発が行われ、準急列車は2往復で山田方面の前記区間の所要時間は3時間32分 - 41分、昼行の普通列車は2往復で所要時間が5時間8分 - 11分となった。また、この改正時には湊町駅 - 鳥羽駅間に鳥羽行きに限り夜行列車も設定されていて、時刻は湊町発23時45分・山田着5時35分・鳥羽着6時で、湊町 - 山田間の所要時間は5時間50分であった。
この列車系統は、参急線と比較した場合の長所は奈良市周辺辺りから直通で利用できる程度で、前述した京都・草津線周りの系統ほどのメリットは無かった。そのためこのような夜行列車といった、参急では運行されていなかった列車を設定して対抗したと考えられる。またこの路線の準急列車にも一時食堂車が連結されていたことがあったが、所要時間が短く利用率が悪かったためか1934年ごろには消滅している。
1934年（昭和9年）12月の改正時には、湊町 - 山田間の準急の所要時間は3時間6分 - 12分となり最高水準となるが、やはり日中戦争・太平洋戦争の影響で、1942年（昭和17年）11月改正時には同区間は3時間35分・43分を要するようになり、翌年2月の改正で準急は消滅した。
戦後はこの系統では勝負することを諦めたのか、速達列車は設定されず普通列車が同区間に数往復設定された程度にとどまり、1964年（昭和39年）10月改正時には湊町 - 伊勢間直通の列車は消滅している（臨時列車としては後年、奈良駅より急行紀州が運転されたが、これも今はない。また、奈良 - 伊勢市間の普通列車は国鉄末期まで少数ながら運転されていた）。名残として関西本線の古い駅名標には、「東京・名古屋・鳥羽方面」と表記してあった。

### 大阪 - 名古屋間

#### 戦前（東海道本線・関西本線）
東海道本線は1889年（明治22年）7月に官営鉄道（官鉄）によって、関西本線は1899年（明治32年）5月に私鉄の「関西鉄道」によってそれぞれ全線が開通したが、両線は名古屋 - 大阪間で並行しており激しい競争が始まることとなった（詳しくは関西鉄道の項目を参照）。この競争は日露戦争が開始されたことでようやく終結し、1907年（明治40年）10月に関西鉄道は「鉄道国有法」によって国有化された。
その後、大阪 - 名古屋間の輸送は東海道本線経由がメインルートとして整備されていくようになり、関西本線は伊勢方面などの地域輸送を行う路線として扱われ、ほとんど投資がなされず建設された時の設備が維持された。2006年現在でも、それ（特に亀山駅 - 加茂駅間）はほとんど変わっていない（近年、名古屋駅 - 亀山駅・加茂駅 - JR難波駅間については、電化（全区間）・複線化（一部区間）された）。
1930年（昭和5年）10月、そういった理由で東海道本線に比べ「冷遇」されていた関西本線にも、準急列車（快速列車）が1往復登場し、名古屋駅 - 湊町駅（現、JR難波駅）間を4時間45分で走破した。なお当時の東海道本線の急行列車は、名古屋駅 - 大阪駅（名阪）間を3時間20分 - 4時間10分程度、普通列車は同区間を4時間 - 5時間30分程度で運行していたので、関西本線の準急はそれほど速いものではなかった。
しかしながら1935年（昭和10年）12月、当時の国有鉄道を運営していた鉄道省（省線）は準急列車を2往復に増発した上、全線の所要時間を3時間余に短縮した。なお当時、東海道本線の名阪間は最速列車であった特急「燕」が2時間38・39分、特急「富士」・「櫻」が2時間55分 - 3時間2分、急行列車では3時間20分 - 4時間を要していた。東海道本線が全線複線であったのに対し、関西本線経由の方は東海道本線経由より15km程距離が短いとはいえ、前述のような理由で多くの区間が単線であったので、この速達列車の所要時間は当時は限界一杯の速さであった。
1938年（昭和13年）、関西急行電鉄（関急電）が桑名駅 - 関急名古屋駅（現、近鉄名古屋駅）間を開通させ、親会社の参宮急行電鉄（参急）・大阪電気軌道（大軌）とあわせて名古屋 - 大阪（上本町駅）間に3番目のルートが登場した。しかしながら江戸橋駅・参急中川駅（現、伊勢中川駅）での2回の乗り換えが必要であり、また当初は名阪間に3時間15分 - 30分を要した。そのため名阪間では、まだこの省線の「準急」の方が便利であった。
1940年（昭和15年）には、関急電を合併した参急と大軌を使用しての名阪間の所要時間は最速3時間1分となり、ようやく省線のそれと肩を並べ、乗りかえ回数も参急中川駅での一回のみとなった。同年10月の省線ダイヤ改正当時は、省線の準急列車が湊町 - 名古屋間所要3時間9分・日3往復で運行していたのに対し、参急・大軌による名阪連絡列車は名古屋 - 中川 - 上本町間を乗り継ぎ時間合わせて所要3時間19分・30分間隔で運行し、省線は「乗り継ぎ無し」で、大軌・参急は「列車本数」で勝負した。そしてこのころが、戦前の名阪輸送競争の最盛期であった。
1942年（昭和17年）11月の省線ダイヤ改正時には、太平洋戦争の戦局が厳しくなってきていたためか、省線の準急は名阪間を約3時間30分、大軌・参急の両者が合併してできた関西急行鉄道（関急）の方は約3時間40分と、どちらもスピードダウンしている。そして翌1943年（昭和18年）2月の改正で省線の「準急列車」は消滅、東海道本線のほうも列車の削減が行われていった。戦況が悪化して「遊楽旅行禁止」・「決戦輸送協力」の時代となり、もはや競争どころではなくなっていたのである。そして1944年（昭和19年）に本格的な本土空襲がはじまり、省線や関急を改めた近鉄ともに列車の削減が続く。そして1945年（昭和20年）8月の敗戦を迎えた。

#### 戦後
1947年（昭和22年）10月に近鉄特急が4時間で名古屋 - 大阪間を結び始めた当時は、戦争によってどこの鉄道も荒廃していたため、関西本線には優等列車は存在せず名古屋駅 - 湊町駅間を普通列車が所要時間5時間 - 5時間30分で走るのみ、東海道本線のほうも3往復のみ存在した急行列車が名古屋駅 - 大阪駅間を所要時間3時間50分 - 4時間20分程度、普通列車が4時間30分 - 5時間30分程度で結んでいた状態であったので、近鉄特急は戦前の最高水準よりも1時間遅く、さらに中川駅での乗り換えが必要にもかかわらず大いに利用された。

##### 東海道本線
1949年（昭和24年）9月、東京駅 - 大阪駅間に戦後初の国鉄特急列車「へいわ」号が登場して以降、東海道本線での優等列車は増発されていったが、当時の国鉄の「特急列車」・「急行列車」の料金体系は現在と違い「長距離利用客」を対象としたものであったので、本格的な東海道本線を走る名阪間を結ぶ優等列車の復活といえるのは1952年（昭和27年）9月に臨時列車として登場し、1953年（昭和28年）11月に定期列車に昇格された「準急列車」（戦後の準急は有料列車で、当初は急行列車より設備・速度で劣る分、割安な料金を設定した列車として登場した）であった。名阪間を3時間35分で結んだ。
1956年（昭和31年）11月、米原駅 - 京都駅間を最後に東海道本線の全線電化が完成すると、準急は全区間電気機関車牽引となり名阪間所要時間は3時間16分となったが、翌1957年（昭和32年）10月に客車から俗に「湘南電車」と呼ばれた80系電車に置き換えられて3往復に増発、その翌月にそれらの列車は「比叡」と命名され、名阪間所要時間は2時間45分となり近鉄名阪特急の2時間35分に接近、しかも近鉄の方は伊勢中川駅での乗り換えを前述のように要したので、名阪間輸送で「比叡」は一気に優位に立った。そして1958年（昭和33年）11月の改正では「比叡」は5往復となり、さらに性能を向上させた91系電車（後の153系）に置き換えられた。またこの時、歴史に残る国鉄初の電車特急である「こだま」号が登場している。使用されたのは20系電車（後の151系）で、「こだま」は名阪間を2時間20分で走破し、近鉄特急の水準を引き離した。「こだま」は後に所要時間を2時間14分にまで短縮している。
1961年（昭和36年）10月ダイヤ改正（サンロクトオ）の頃が東海道本線優等列車の最盛期で、名阪間における電車特急列車は「こだま」の他にも「つばめ」・「はと」・「富士」・「ひびき」などが存在して定期のものだけで計7往復・臨時が2往復、電車急行は「六甲」・「せっつ」・「やましろ」・「いこま」・「なにわ」・「よど」などで定期8往復（名古屋を深夜に通る夜行を除く）、客車急行で名阪輸送の一環をなすものは「霧島」・「雲仙」・「西海」（併結列車）・「高千穂」・「阿蘇」・「ちくま」など定期で5往復前後運行された。電車準急は名阪間を純粋に運行した「比叡」の他にも、停車駅を絞って速達性を重視した「伊吹」1959年（昭和34年）9月改正でが新しく登場しており、「比叡」が8往復、「伊吹」が2往復の、計10往復であった。名阪間を電車特急は2時間14 - 16分、電車急行は2時間30分強、客車急行は2時間40分 - 3時間強、電車準急は2時間20分 - 40分程度で走破していた。なお、当時の近鉄名阪甲特急は伊勢中川駅での乗り継が無くなり、全区間を2時間27分で走破するようになっていた。運賃・料金面では、国鉄の名古屋駅 - 大阪駅間は二等車（現在の普通車に相当）で電車特急だと830円（名阪間では特定特急料金が採用された）、急行（電車・客車問わず）は730円、準急は630円、近鉄特急の名古屋駅 - 上本町駅間は700円であった。なお、当時の駅弁の価格は100円前後、東京のシティホテル1泊の料金が800 - 4000円前後だった。「伊吹」・「比叡」は電車急行並みの速度で走る「準急列車」であった。なお、「比叡」と「伊吹」は前者が全車自由席の列車、後者が全車座席指定席の列車ということで愛称が使い分けられていた。さらに1961年（昭和36年）10月以降、「伊吹」は近鉄への対抗策としてビュッフェを組み込んだ急行用の編成で運行されるようになり、設備面でも差別化が行われるようになった。
しかしながら、1964年（昭和39年）10月に東海道新幹線が開業すると東海道本線の優等列車は大きく削減され、電車特急は新幹線「ひかり」に置き換えられる形で全廃、急行・準急列車も「伊吹」が消滅するなど大きく削減された。それでもこの時は優等列車がまだ結構残っていた。だが、その後の改正で残りも順次廃止されていくのである。「伊吹」の停車駅増及び全車自由席化に伴う吸収もあって、「比叡」はこの時こそ8往復の運転を維持したが、名古屋 - 京阪神間でそれまで準急列車を利用していた層までもが想定以上に新幹線利用に転移したため、翌1965年（昭和40年）10月の改正で4往復に削減された。
1966年（昭和41年）3月に「比叡」は急行列車に昇格した。そして1968年（昭和43年）10月の改正では、「比叡」以外の名阪間を走る電車急行は消滅した。その後も「比叡」は名阪間を結ぶ大衆列車として活躍を続けていたが、新幹線への乗客の転移が進み、1972年（昭和47年）3月に2往復、1980年（昭和55年）10月に1往復と、順次削減されていって1984年（昭和59年）2月に全廃、これで名阪間輸送を主目的とした東海道本線の優等列車は消滅した。また、東海道本線を昼間走行する客車急行列車も1975年3月の「桜島・高千穂」廃止で消滅した。2016年3月のダイヤ改正後も存続しているのは、大阪駅から高山本線へ直通するエル特急「ひだ」1往復（大阪 - 岐阜間のみ走行）だけである。
その他、1960年代前半の一時期には、中日本航空が小牧 - 伊丹間に短距離の航空路線を運航していたこともあった。だが運賃が高く便数も少なかったこともあって利用状況は芳しくなく、近鉄特急や東海道本線の優等列車には運賃・料金や利便性などの面で全く太刀打ちできなかった。名阪間の航空路線は1964年に東海道新幹線が開業するとすぐに廃止され、翌年には中日本航空の定期航空部門自体が全日本空輸に事業譲渡された。

##### 関西本線

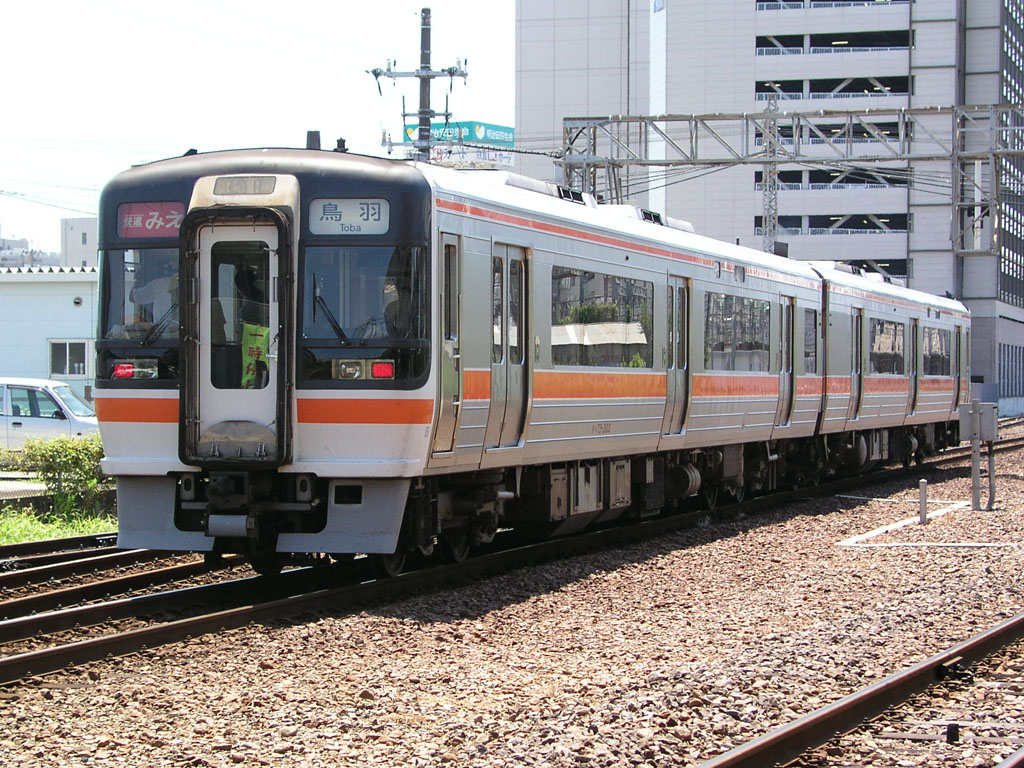
快速「みえ」（2006年8月14日 津駅北側にて）

関西本線の優等列車は1949年（昭和24年）9月、名古屋駅 - 湊町駅間に3往復の準急が設定されたことにより復活した。翌1950年（昭和25年）10月改正当時は、同区間を3時間27 - 37分で結んだ。
1955年（昭和30年）7月に、3往復のうち1往復が日本初の気動車準急となり、翌年には3往復すべてが気動車となった。使われた車両は当初はキハ10系、後には「日光型気動車」と呼ばれた2台エンジン搭載の強力型キハ55系となり、1956年（昭和31年）11月改正時には東海道本線の準急が名古屋 - 大阪間を前述の通り3時間16分、急行が3時間5分 - 50分で結んでいた中で、この関西本線の準急は名古屋 - 湊町間を2時間50分 - 56分で走破し、当時の名阪間最速達列車となった。
この頃までは、東海道本線でなく関西本線のほうに名阪間輸送の重点がおかれていたが、1957年（昭和32年）10月に80系電車を使用した「比叡」が登場すると、その主流は東海道本線の方へ移っていった。80系電車以降の国鉄における中長距離向け電車は、客車列車と比較しても遜色ない設備を備えており、走行性能に置いては客車・気動車のそれをはるかに上回っていた。単線・非電化の関西本線を走る気動車準急が、複線電化の東海道本線を行く電車列車に取って代わられるのは当然の流れであった。
1958年（昭和33年）10月、前述した3往復の気動車列車は「かすが」と命名された。東海道本線の所で述べた1961年（昭和36年）10月改正時、「かすが」は気動車化時と変わらぬ2時間56分で走破し、その料金・運賃は590円であった。なお1962年（昭和37年）5月には、前述した「比叡」にもはや増発の余地がなかったことから、三重県北勢地域と京都・大津を結ぶ潜在需要の掘り起こしも兼ねて、名古屋 - 京都間を関西本線・草津線経由で結ぶ準急「平安」が2往復（1往復は、桑名 - 京都間の運転）設定されている。
だが、1959年（昭和34年）12月の近鉄特急の名阪直通運転開始や、1964年（昭和39年）10月の東海道新幹線開業によって「かすが」の名阪間輸送の需要は激減し、特に奈良 - 湊町間の利用状況は悪化した。1965年（昭和40年）3月には名古屋 - 東和歌山（現・和歌山）間に関西本線初の特急列車として「あすか」が登場し堺市にも停車したが、運行ルートが利用者のニーズに合わなかったこと、「かすが」と似通った時間帯に設定されたこと、「かすが」と違って二等車も冷房付き回転クロスシートではあったものの、同じ設備を持つ近鉄特急に対して運賃料金・頻度・速度の面で太刀打ちできなかったこと、などもあって利用は全く伸びず、僅か2年半後の1967年（昭和42年）10月に廃止された。1966年（昭和41年）3月に「かすが」は急行列車となるが、1973年（昭和48年）10月の関西本線湊町 - 奈良間電化の際、加速の鈍い気動車が電車の定間隔ダイヤを乱すことを避けるため「かすが」の同区間運転を打ち切り、この時点で関西本線経由の名阪直通列車は消滅した。「かすが」は奈良 - 名古屋間運行となった後1982年（昭和57年）に2往復、1985年（昭和60年）に1往復と削減され、2006年（平成18年）3月を以って廃止となった。また「平安」の方は、1968年（昭和43年）10月に名古屋 - 京都間1往復のみに削減され、急行「比叡」廃止後も生き残ったが、1985年（昭和60年）3月に系統を廃止。「志摩」増発分に立て替えられたが、翌年11月に廃止されている。

##### 東海道新幹線
1964年（昭和39年）10月に、「夢の超特急」・「弾丸列車の再来」などと建設時は呼ばれた東海道新幹線が開業し、名阪間を「ひかり」が1時間21分、「こだま」1時間45分で結び始めると、それまで近鉄と激しく争っていた名阪間輸送は時間面で完全に圧倒することとなった。翌1965年（昭和40年）11月には、「ひかり」が1時間8分、「こだま」が1時間19分と、さらに短縮している。そしてこの所要時間は、その後1985年（昭和60年）頃まで変わらなかった。
その後1972年（昭和47年）3月、「ひかり」に自由席が設定されて「こだま」との料金格差も廃止されるようになると、名阪間の利用客はさらに新幹線へ逸走することとなった。さらに1974年（昭和49年）7月20日には近鉄の運賃改正が実施され、これまで一部区間を除き区間制運賃であったのを、近鉄全線で対キロ制運賃を採用して運賃制度を変更したため、近鉄の名阪間の運賃は国鉄のそれを上回り、国鉄新幹線の自由席利用の運賃と料金の合計と近鉄の名阪特急利用時の運賃と料金の合計とを比較しても、後者の方が安かったものの、わずか90円差となり、近鉄の名阪特急を全線通しで利用する旅客はさらに減少する事態となった。
1975年（昭和50年）頃までは新幹線の乗客数は伸び続けたが、1976年（昭和51年）11月に行われた国鉄の運賃・料金を突然それまでの1.5倍にする大幅な値上げや、その後もほぼ毎年繰り返される値上げ、その頃から過激を極めるようになった労使紛争によるストライキ、そして設備の老朽化に伴う補修点検のための半日運休などが原因で、その後1982年（昭和57年）頃まで自動車や航空機、そして名阪間では再び近鉄特急のほうに乗客が移っていくなどして、新幹線の乗客数は減少を続けることとなった。
1987年（昭和62年）4月、国鉄が分割民営化（JR化）され、東海道新幹線は東海旅客鉄道（JR東海）の管轄となった。前述した「比叡」廃止の代償として、名古屋市内 - 大阪市内で1枚あたりの単価が近鉄特急より若干高いだけの特別企画乗車券である「新幹線エコノミー回数券」が発売されていて、スピード重視の乗客は金券ショップで「新幹線エコノミー回数券」を購入するようになり、またバブル期であったこともあり、若干新幹線の客も持ち直した。
1992年（平成4年）3月には新たに「のぞみ」といった列車を登場させるなど、国鉄時代とは打って変わってJR東海は積極的な政策を見せるようになった。
2003年（平成15年）10月の東海道新幹線に品川駅が開業したダイヤ改正時には、「ひかり」の多くを「のぞみ」に格上げし、残った「ひかり」・「こだま」の名阪間では新たに、乗車する1週間前までに購入することで割引となる自由席用の特別企画乗車券、「ひかり・こだま自由席用早特きっぷ」を販売するようになった（これと引き換えに「新幹線エコノミー回数券」は廃止）。しかし、「のぞみ」と「ひかり」はさほど名阪間では所要時間に差がなく（最速「ひかり」は「のぞみ」と所要時間が同じ）、同区間における「ひかり」から「のぞみ」への格上げは単なる「値上げ」であり、さらに、「新幹線エコノミー回数券」が廃止になって、乗車当日に新幹線自由席に安く乗車することが不可能になったことも相まって、近鉄名阪特急の利用客が増加した。

### 名古屋 - 伊勢間

#### 戦前
関西本線・参宮線の名古屋駅 - 亀山駅 - 伊勢市駅 - 鳥羽駅（亀山駅 - 多気駅間は現在紀勢本線）間のうち、名古屋駅 - 亀山駅間は前述した関西鉄道によって1895年（明治28年）までに、亀山駅 - 山田駅（現、伊勢市駅）間は参宮鉄道によって1893年（明治26年） - 1897年（明治30年）に、山田駅 - 鳥羽駅は関西鉄道・参宮鉄道の国有化後、国の手によって1911年（明治44年）に開業した。
しかし、この路線における速達列車は昭和期に入るまで、1926年（大正15年）8月に設定された東京駅 - 鳥羽駅間の直通夜行普通列車（名古屋駅 - 鳥羽駅間では快速運転した）が存在したくらいであった。
だが、伊勢電気鉄道（伊勢電）が桑名駅 - 大神宮前駅（伊勢神宮の外宮前にかつてあった、伊勢電のターミナル）間を1930年（昭和5年）12月に開業させる直前の10月、それへの対抗として「準急列車」（料金不要）が2往復設定された。名古屋駅 - 山田駅間を2時間20分で走破し、それまでの普通列車の4時間と比べて所要時間は大幅に短縮された。1935年（昭和10年）12月には、それを2時間2分にまで短縮している。伊勢電はまだ名古屋に乗り入れていなかったため、国有鉄道（当時は鉄道省が運営）の路線（省線）はそれにくらべ四日市駅 - 津駅間では亀山経由で8kmほど遠回りで、さらに折り返し（スイッチバック）の必要があったにもかかわらず、名古屋から直通で伊勢までいけるとあって好評を博した。
1938年（昭和13年）6月に、伊勢電を合併した参宮急行電鉄（参急）とその子会社の関西急行電鉄（関急電）の手によって桑名駅 - 関急名古屋駅（現、近鉄名古屋駅）間が開業し、名古屋駅 - 大神宮前駅間を1時間50分程度で直通する特急電車が運行を開始すると、省線の列車は一旦不利となったが、その4年後の1942年（昭和17年）8月に参急・関急電などが合併して名前を改め関西急行鉄道（関急）となった伊勢線（元伊勢電・桑名駅 - 江戸橋駅 - 新松阪駅 - 大神宮前駅間の路線のうち、江戸橋駅 - 新松阪駅 - 大神宮前駅間の当時の呼称）の新松阪駅 - 大神宮前駅間が、元参急の名古屋線・山田線（江戸橋駅 - 伊勢中川駅 - 宇治山田駅間）と競合し、太平洋戦争中で鉄などを多く軍用で必要とした時代では、不要不急線ということになったため廃止されてしまい、名古屋線と山田線の線路幅が異なるため、関急回りで名古屋から伊勢へ行くには伊勢中川駅で乗り換える必要が発生し、再び省線の方が有利となった。
しかし、戦況が悪化したこともあって1943年（昭和18年）2月に「準急列車」は廃止となる。それでも東京 - 伊勢間の直通列車は、敗戦後の1946年（昭和21年）ごろまで途切れることなく運行を続け、国家神道による伊勢神宮の参拝客を輸送し続けた。

#### 戦後
1950年（昭和25年）10月、東京駅 - 鳥羽間の直通列車（戦後は急行列車で、湊町駅（後のJR難波駅）行きの列車と当初は併結。後に分離されて「伊勢」と命名された）と、名古屋駅 - 鳥羽駅間の快速列車が登場。快速列車は、名古屋駅 - 山田駅間を2時間14 - 18分と戦前並みのスピードで登場し、前述した伊勢中川駅での乗り換えを必要とした近鉄線と比べて名古屋から直通するこの列車は、戦前同様好評であった。
しかし、1959年（昭和34年）に名古屋線が山田線と同様に改軌されて、同年12月に名古屋 - 宇治山田間の直通列車が暫定的に運行を開始すると、亀山駅経由であったこの列車系統で有利な点は、近鉄では直通できない二見浦と、当時は近鉄線がまだ達していなかった鳥羽へ直通しているか、そこで三重交通線に乗り換えて行く志摩方面への利用客の程度となり、全体的に不利となった。
1966年（昭和41年）3月、名古屋駅 - 鳥羽駅間の快速列車は、蒸気機関車牽引の客車列車から気動車列車になるとともに急行列車に格上げされる。その急行は「いすず」と命名され、2往復が岐阜駅・名古屋駅 - 鳥羽駅間を結ぶようになった。しかし、所要時間や車内設備は快速時代と大して変わらないのに急行料金が必要となったことや、近鉄のほうは30分 - 1時間間隔で特急・急行を運行していたことから勝負にならず、1968年（昭和43年）10月に「いすず」は早々と廃止となってしまった。急行格上げ当初は客車快速時代と同じように5両編成だったのが、廃止直前には二等自由席車のみの2両編成に短縮されていた。またこの時、「伊勢」が「紀伊」と改称されている（東京駅 - 紀伊勝浦駅・天王寺駅間運行の編成と併結運転した）。
1972年（昭和47年）3月に「紀伊」の鳥羽行き編成が廃止されて、名古屋方面から参宮線へ直通する優等・速達列車は一旦消滅。名古屋駅 - 松阪駅間の優等列車は紀勢本線に直通する特急「南紀」などの運行が継続されるものの、運賃料金・頻度・車両いずれをとっても近鉄特急と勝負する状態には程遠かった。そのため当時は名古屋 - 伊勢方面のみならず、名古屋 - 紀勢本線方面（尾鷲・熊野市など）の移動でさえ、名古屋駅 - 松阪駅間では近鉄を利用する者も多かった。
国鉄が分割民営化によりJRとなって間もない1990年（平成2年）3月、JR東海は伊勢鉄道伊勢線を経由して、名古屋駅 - 鳥羽駅間を結ぶ快速「みえ」の運行を開始し、同系統の速達列車が復活した。「いすず」の失敗の経験を生かして快速列車とし、また、名古屋 - 伊勢間輸送においては圧倒的に近鉄特急の方が本数などの面で優勢であるため、近鉄名伊特急と競合しないよう鳥羽方面の列車は名古屋駅を近鉄特急の発車時刻とずらすといった施策がとられている。しかし名古屋 - 桑名間では特定運賃継続採用も相まって乗車実績が高く、近鉄の急行電車との間では健闘しており、「みえ」の定着後に近鉄の方が対抗策として名古屋 - 松阪間の急行増発（実際には伊勢中川駅で発着する一部の急行を延長および上本町発着列車からの接続改善）や、5200系およびL/Cカーなどのクロスシート車両の集中投入を行うといった施策を行っている。
その後、2009年3月にJR東海側のダイヤ改正で日中の名古屋 - 亀山間の普通を快速に格上げして、名古屋 - 四日市間に普通を毎時1本増発し、従来の四日市発着普通や「みえ」と合わせて名古屋 - 四日市間の快速・普通列車を毎時2本ずつに増加させ、2011年3月ダイヤ改正で「みえ」の全定期列車が4両運転とされた。
対抗する近鉄側は、2012年の白紙ダイヤ変更で、名阪甲特急を津駅に全列車停車させて、名古屋 - 津間の所要時間短縮を図り、昼間時に伊勢中川駅発着で残っていた急行を松阪駅まで延長して同駅までの実効本数を増加させると共に、名古屋 - 四日市間の急行と準急（始発駅を急行の続行で発車して終着駅まで後発の急行よりも先着）を日中に1時間1本ずつ増発（実際は毎時2本設定されていた富吉駅発着の準急から置き換え）して名古屋 - 桑名・四日市間の速達列車を増加させた。
国鉄分割・民営化後、JRでは参宮線内に定期での急行・特急列車は設定されず、臨時列車も1993年 - 1994年に特急「鳥羽・勝浦」（南紀 (列車)参照）が運転されたが、鳥羽 - 紀伊勝浦間の運行で、名古屋方面からの設定はされなかった。2013年 - 2014年にかけて、第62回神宮式年遷宮にあわせて、「みえ」の増発や一部列車で6両に増結して運転する他に、臨時ではあったが、民営化後初の優等列車として名古屋 - 伊勢市間の急行「いせ」が運行された。これは名古屋を朝、伊勢市を午後発の日帰り設定だったが、所要時間は快速「みえ」より遅くなっている。
これに対して近鉄では、2010年 - 2013年に30000系や23000系のリニューアル改造を行うと共に、2013年3月に観光特急「しまかぜ」の運転を開始し、2014年9月変更では日中の賢島駅発着特急における30000系や23000系使用列車の増加と宇治山田駅発着急行を概ね五十鈴川駅発着に変更してサービス面の強化を行った。